# Joias da Coroa Britânica

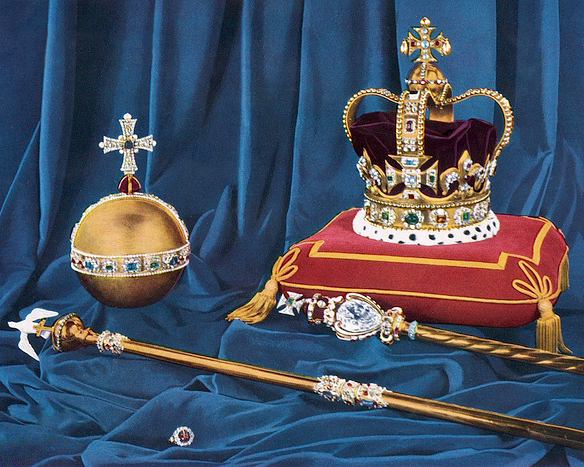
A Coroa de Santo Eduardo (em cima à direita), o Orbe (em cima à esquerda), os cetros e anel do soberano.

As Joias da Coroa Britânica (em inglês: Crown Jewels of the United Kingdom), originalmente Joias da Coroa da Inglaterra, é uma coleção de objetos cerimoniais, vestimentas e símbolos usados pelos soberanos britânicos durante a Coroação e nas demais cerimônias de Estado.
A coleção inclui numerosos cetros, coroas, orbes, espadas e anéis, sendo uma das mais extensas coleções reais da atualidade. Grande parte destes ornamentos foram adquiridos pelos reis antes do século XV, constituindo objetos de imenso valor histórico.
Símbolos de mais de 800 anos de monarquia, os trajes de coroação são o único conjunto funcional desse tipo na Europa e a coleção é a mais historicamente completa de todos os trajes do mundo. Os objetos usados para investir e coroar os monarcas britânicos denotam de várias maneiras seu papel como chefe de estado do Reino Unido e de outros países da Comunidade das Nações, Governador Supremo da Igreja da Inglaterra e Comandante Supremo das Forças Armadas Britânicas. Eles apresentam dispositivos heráldicos e emblemas nacionais da Inglaterra, Escócia, País de Gales e Irlanda do Norte. 

O uso de regalias pelos monarcas na Inglaterra remonta à época em que o país foi convertido ao cristianismo no início da Idade Média. Um conjunto permanente de trajes de coroação, que pertenceu a Eduardo, o Confessor, foi estabelecido depois que ele foi santificado no século XII. Estas relíquias sagradas foram mantidas na Abadia de Westminster, local de coroações desde 1066, e outro conjunto de insígnias foi reservado para festas religiosas e aberturas de Estado do Parlamento. Coletivamente, esses objetos passaram a ser conhecidos como Joias da Coroa. A maior parte da coleção data de cerca de 350 anos atrás, quando Carlos II subiu ao trono. Os trajes medievais e da era Tudor foram vendidos ou derretidos depois que a monarquia foi abolida em 1649, durante a Guerra Civil Inglesa. Apenas quatro itens originais são anteriores à Restauração: uma colher de unção do final do século XII (o objeto mais antigo) e três espadas do início do século XVII. A insígnia continuou a ser usada pelos monarcas britânicos após a fusão dos reinos da Inglaterra e da Escócia em 1707.

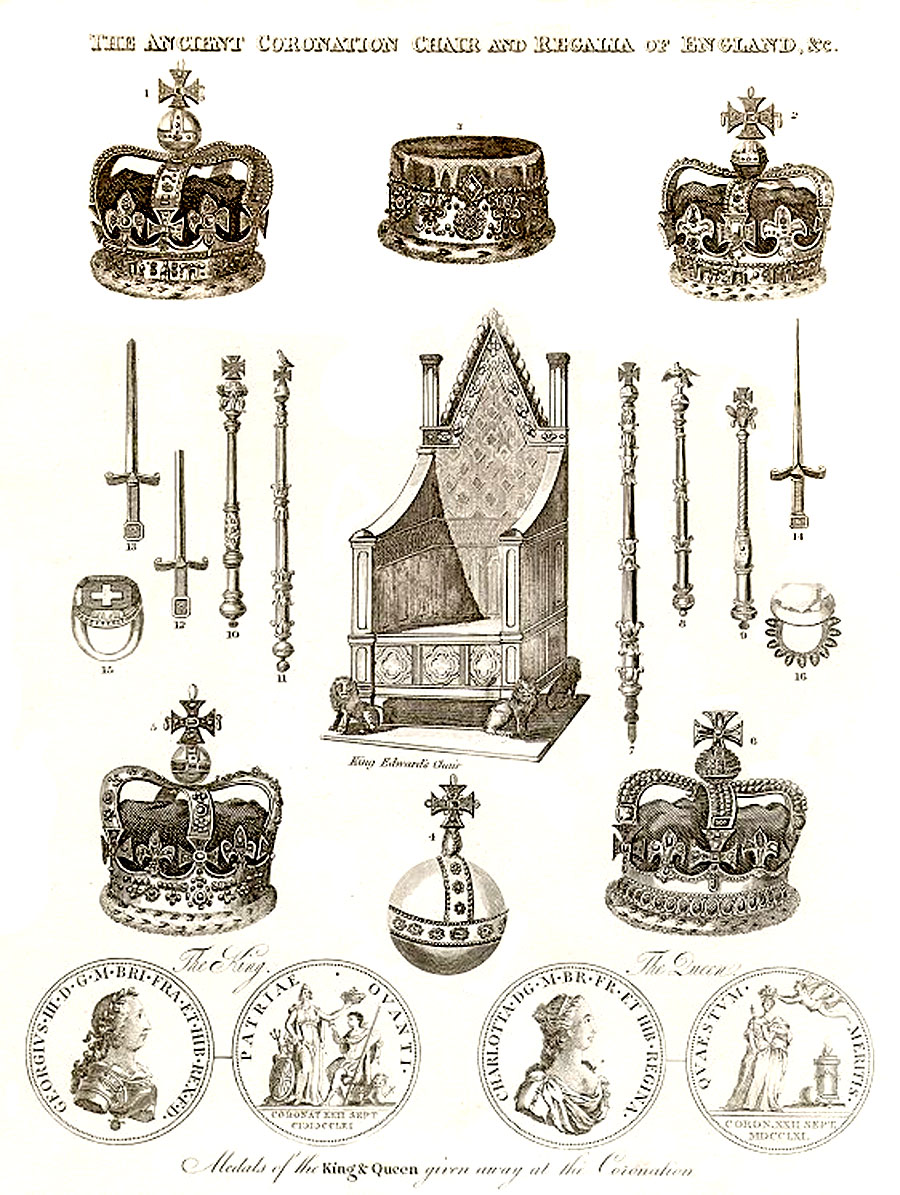
As Joias da Coroa Britânica, incluindo ainda o Trono de Santo Eduardo.

Entre a coleção, há cerca de 23.578 pedras preciosas, entre elas o diamante Cullinan I (530ct ou 106 g), o maior diamante lapidado do mundo, incrustado no Cetro do Soberano com Cruz. Foi cortado do maior diamante bruto com qualidade de gema já encontrado, o homônimo Cullinan, descoberto na África do Sul em 1905 e apresentado a Eduardo VII. Na Coroa Imperial do Estado estão o Cullinan II (317ct ou 63 g), a Safira Stuart, a Safira de Santo Eduardo e o Rubi do Príncipe Negro - um grande espinélio vermelho. O diamante Koh-i-Noor (105ct ou 21 g) foi adquirido pela Rainha Vitória do Império Sique e apareceu em três coroas de consorte. 
Na coroação, o monarca é ungido com óleo sagrado derramado de uma ampola na colher, revestido com vestes e ornamentos e coroado com a Coroa de Santo Eduardo. Depois, é trocada pela Coroa Imperial do Estado, mais leve, que também costuma ser usada nas Aberturas Estaduais do Parlamento. As esposas dos reis, conhecidas como rainhas consortes, são investidas de um conjunto mais simples de trajes. Também consideradas joias da coroa são as espadas do estado, trombetas, maças cerimoniais, pratos de igreja, trajes históricos, pratos de banquetes e fontes reais de batismo. Muitas das peças, como os trompetes e a louça, caíram em desuso com o passar do tempo, enquanto outras foram produzidas para uma ocasião única - como o par de brincos usado pela Rainha Vitória em sua coroação, e a Coroa Imperial da Índia, confeccionada para Jorge V em 1911. Todos estes parte da Coleção Real (Royal Collection) e pertencem à instituição da monarquia, passando de um soberano para outro, mas apesar de integrar a Royal Collection e pertencer à Coroa, a coleção das Joias da Coroa não pertencem diretamente ao ocupante do trono. Quando não estão em uso, as joias ficam em exibição pública na Jewel House, na Torre de Londres, onde são vistas por 2,5 milhões de visitantes todos os anos.

## Coroas mais Importantes
- Coroa de Santo Eduardo: Confeccionada em 1661 e usada em todas as cerimônias oficiais desde então. Como é considerada muito pesada e "difícil" de usar, foi designada somente para a coroação. É também representada no Brasão do Reino Unido, sendo o mais reconhecido símbolo da realeza britânica.[4]

- Coroa Imperial do Estado: Confeccionada em 1937 para uso de Jorge VI nas cerimônias oficias, em substituição à Coroa de Santo Eduardo. Existiu em diversas versões desde o Século XII . A versão mais recente é semelhante à delicada coroa de diamantes usada pela rainha Vitória a partir de 1838.

- Coroa Imperial da Índia: Foi confeccionada para uso de Jorge V durante a Delhi Durbar de 1911. Quando em uso, simbolizou o domínio britânico sobre a Índia. Atualmente está abrigada na Torre de Londres, não sendo mais utilizada.

- Diadema de Estado de Jorge IV: Foi confeccionada especialmente para a Coroação do Rei Jorge IV. Foi utilizada também na coroação da Rainha Vitória e, mais recentemente, da Rainha Elizabeth II. Atualmente integra o acervo da The Queen's Jewels (ou Joias da Rainha). Ainda é usada com frequência na Cerimônia de Abertura do Parlamento.

- Coroa de Maria de Módena: Foi usada por Maria de Módena, consorte de Jaime II. Representava sua condição de consorte da Inglaterra, Escócia e Irlanda. Foi ostentada por diversas de suas sucessoras nas cerimônias de coroação. Caiu em desuso em 1831, quando foi feita outra coroa para a então consorte Adelaide de Saxe-Meiningen.
- Coroa da Rainha Maria: Foi usada por Maria de Teck, consorte de Jorge V e mãe de Jorge VI em sua coroação, mais recentemente foi usada pela Rainha Camilla, em sua coroação.

- Coroa da Rainha-Mãe: Foi usada por Isabel Bowes-Lyon, consorte de Jorge VI e mãe de Isabel II. Continha o famoso Diamante Koh-i-Noor.

## História

### História antiga
O mais antigo uso conhecido de uma coroa na Grã-Bretanha foi descoberto por arqueólogos em 1988 em Deal, Kent, e data de entre 200 e 150 a.C. Uma espada, broche, escudo cerimonial e coroa de bronze decorada com um único arco, que se assentava diretamente na cabeça de quem vestia, foram encontrados dentro do túmulo do Guerreiro de Mill Hill. Neste ponto, as coroas eram símbolos de autoridade usados por líderes religiosos e militares. Os padres continuaram a usar coroas após a conquista romana da Grã-Bretanha em 43 EC. Uma escavação em um campo em Hockwold cum Wilton, Norfolk, em 1957 revelou uma coroa de bronze com dois arcos e representações de rostos masculinos, que datam do período da ocupação romana.

### Idade Média

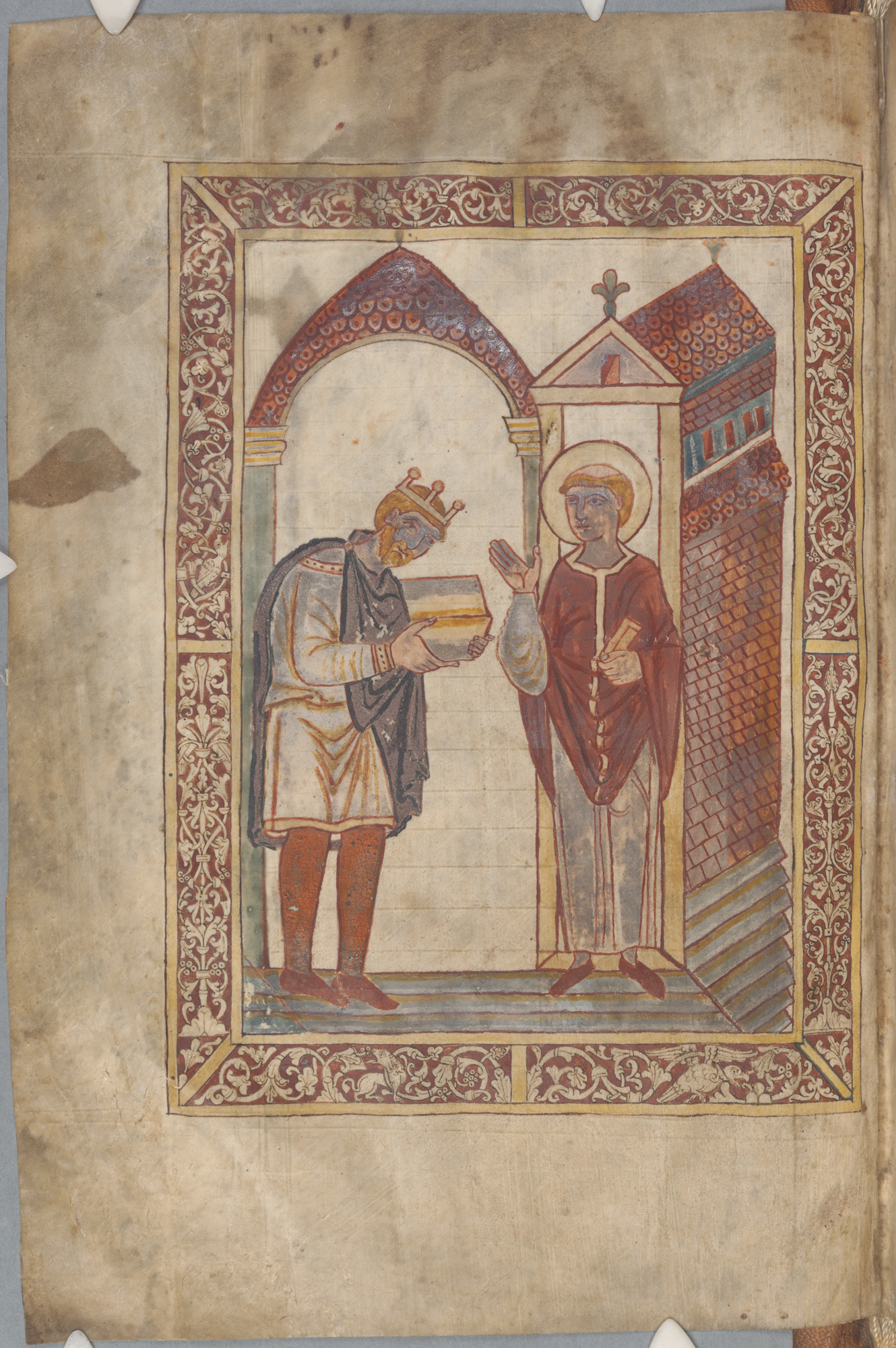
Rei Etelstano apresentando um manuscrito iluminado para São Cuteberto, c. 930.

No século V, os romanos haviam se retirado da Grã-Bretanha e os anglos e os saxões se estabeleceram. Uma heptarquia de novos reinos começou a surgir. Um dos métodos usados pelos reis regionais para solidificar sua autoridade sobre seus territórios foi o uso de cerimônias e insígnias. A tumba de um rei desconhecido - evidência sugere que pode ser Redualdo da Ânglia Oriental - em Sutton Hoo fornece uma visão sobre a regalia de um rei anglo-saxão pré-cristão. Dentro do túmulo do início do século VII, descoberto em 1939, foi encontrado o capacete ornamentado de Sutton Hoo, composto por uma touca de ferro, uma proteção para o pescoço e uma máscara facial, decorada com imagens de animais e guerreiros em liga de cobre e presa com granadas Ele também foi enterrado com um pesado cetro de pedra, em cima do qual está um anel de ferro encimado pela figura de um cervo; uma espada decorada; e um escudo cerimonial.
Em 597, um monge beneditino foi enviado pelo papa Gregório I para começar a converter a Inglaterra pagã ao cristianismo. O monge Agostinho tornou-se o primeiro arcebispo de Cantuária. Dentro de dois séculos, o ritual de unção de monarcas com óleo sagrado e de coroação (inicialmente com capacetes) em uma cerimônia cristã havia sido estabelecido, e a regalia assumia uma identidade religiosa. Ainda não havia um conjunto permanente de regalias de coroação; cada monarca geralmente tinha um novo conjunto feito, com o qual ele ou ela era geralmente enterrado após a morte.
Etelstano subiu ao trono em 924 e uniu os vários reinos anglo-saxões para formar o Reino da Inglaterra. Na mais antiga representação conhecida de um rei inglês usando uma coroa, ele é mostrado apresentando uma cópia da Vida de São Cuteberto de Bede ao próprio santo. Até o seu reinado, os reis tinham sido retratados em moedas usando capacetes e argolas, ou diademas em forma de grinalda no estilo do imperador romano, Constantino, o Grande. Se eles usaram ou não tal item está em questão. As moedas não são confiáveis porque os retratos eram geralmente genéricos ou copiados de moedas estrangeiras. Edgar, o Pacífico, foi o primeiro rei inglês a ser coroado com uma coroa real, e um cetro também foi introduzido na cerimônia de sua coroação em 973. Ao lado de coroas, os cetros eram os símbolos mais potentes da autoridade real na Inglaterra medieval.

### Eduardo, O Confessor
Eduardo, o Confessor, é representado em um trono, usando uma coroa e segurando um cetro na primeira cena da Tapeçaria de Bayeux. Em 1066, Eduardo morreu sem um herdeiro e Guilherme, o Conquistador, emergiu como o primeiro rei normando da Inglaterra após sua vitória sobre os ingleses na Batalha de Hastings. Vestindo uma coroa tornou-se uma parte importante dos esforços de Guilherme I para cimentar sua autoridade sobre o seu novo território e assuntos. Em sua morte em 1087, o anglo-saxão Chronicle relatou: "[Guilherme] manteve grande estado ... Ele usava sua coroa três vezes por ano quantas vezes ele estava na Inglaterra ... Ele era tão severo e implacável ... não devemos esquecer o bom ordem que ele manteve na terra ".

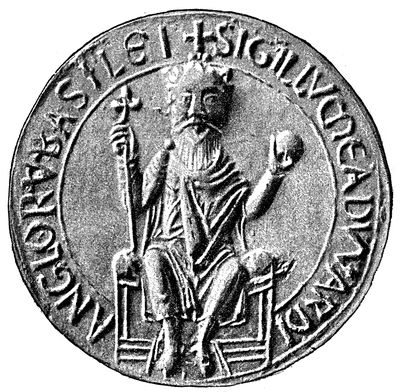
Eduardo, o Confessor, segurando um orbe e um cetro no seu Grande Selo.

Em 1161, Eduardo, o Confessor, tornou-se santo e os objetos relacionados com seu reinado tornaram-se relíquias sagradas. Os monges em seu local de sepultamento da Abadia de Westminster alegaram que Eduardo havia pedido a eles para cuidar de sua regalia em perpetuidade e que eles seriam usados nas coroações de todos os futuros reis. Uma nota para esse efeito está contida em um inventário de relíquias elaborado por Richard Sporley, um monge da abadia em 1450, registrando um túnilo, dalmático, pálio e outras vestimentas; um cetro de ouro, duas varas, uma coroa de ouro, pente e colher; para a coroação da rainha, uma coroa e duas varas; e para a santa comunhão, um cálice de pedra de ônix e uma patena feita de ouro - todos os quais deveriam ser considerados relíquias preciosas. Embora seja provável que a alegação tenha sido um exercício de autopromoção por parte da abadia, e alguns dos regalias provavelmente foram retirados da sepultura de Eduardo quando ele foi reexpedido lá, isso se tornou aceito como fato, estabelecendo assim o primeiro conjunto conhecido de regalias de coroação hereditárias na Europa. Nos séculos vindouros, a regalia se expandiria para incluir, entre outros objetos, um Orbe e um par de braceletes ou braceletes tradicionalmente usados pelo monarca em coroações.
Uma coroa conhecida como Coroa de Santo Eduardo é registrada como tendo sido usada para a coroação de Henrique III em 1220, e parece ser a mesma coroa usada por Eduardo. Ser coroado e investido com regalias pertencentes a um monarca anterior que também era um santo reforçou a autoridade do rei. Também foi erroneamente pensado que foi originalmente propriedade de Alfredo, o Grande, porque uma inscrição na tampa de sua caixa, traduzida do latim, dizia: "Esta é a coroa principal dos dois, com a qual foram coroados Reis Alfredo, Eduardo e outros. " A coroa seria usada em muitas coroações subsequentes até sua destruição final 400 anos depois. Uma das poucas descrições da coroa de São Eduardo para sobreviver do tempo de Henrique III é uma "coroa de ouro com pedras diversas". No século XVII, foi descrito como "trabalho de fio de ouro com pequenas pedras e dois pequenos sinos", pesando 79,5 onças (2,25 kg). Tinha um arco duplo e pode ter sido decorado com esmaltes de filigrana e cloisonné. Também na Royal Collection, nesse período, havia um item chamado coroa do estado. Juntamente com outras coroas, anéis e espadas, compreendia as insígnias de estado do monarca que eram mantidas separadas das insígnias da coroação, principalmente nos palácios reais.

### Idade Média tardia

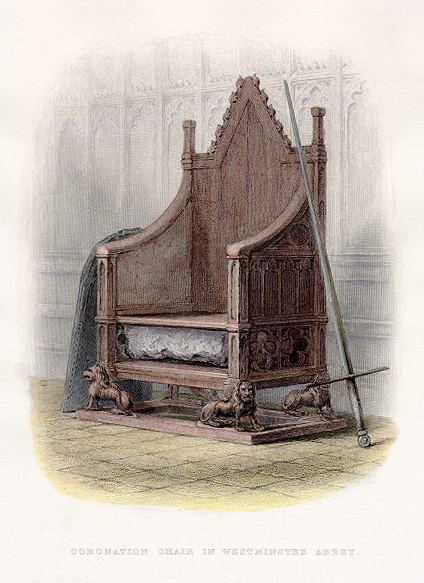
A pedra de Scone na cadeira de coroação, 1855. O Trono foi utilizado pelo próprio Eduardo, O Confessor, durante todo o seu reinado. Após sua morte o Trono de Santo Eduardo passou a ser usado para coroações.

A transferência de coroas simbolizava a transferência de poder entre os governantes. Após a derrota em 1282 do príncipe galês Llewelyn ap Gruffydd por Eduardo I, os regimentos galeses, incluindo a coroa do lendário Rei Arthur, foram entregues à Inglaterra. De acordo com a Crônica de Aberconwy Abbey, "e assim a glória do País de Gales e do País de Gales foi entregue aos reis da Inglaterra". Após a invasão da Escócia em 1296, a Pedra de Scone foi enviada para a Torre de Londres "em reconhecimento", como disse o cronista Walter de Guisborough, "de um reino entregue e conquistado". Ele foi colocado em uma cadeira de madeira, que veio a ser usada para a investidura de reis da Inglaterra, ganhando sua reputação como Presidente da Coroação. Os regimentos escoceses também foram levados para Londres e oferecidos no santuário de Eduardo, o Confessor; a Escócia finalmente recuperou sua independência. No tesouro de Eduardo II, em 1324, havia dez coroas. Quando Ricardo II foi forçado a abdicar em 1399, ele entregou simbolicamente a coroa de Santo Eduardo a Henrique IV, dizendo: "Eu apresento e dou a você esta coroa ... e todos os direitos dela dependentes". 
Os monarcas muitas vezes prometeram vários itens de regalia do estado como garantia para empréstimos durante toda a Idade Média, quando o dinheiro era curto. Até mesmo uma coroa estatal foi entregue à Corporação de Londres em troca de um empréstimo de £ 4.000 em 1386. Às vezes, objetos eram temporariamente liberados do peão por prefeitos, cavaleiros, duques, banqueiros e outros súditos ricos tanto na Inglaterra quanto na Europa continental para o rei para usar em ocasiões do estado, em seguida, retornou após a cerimônia. Os reis também distribuiriam placas e joias em vez de dinheiro para suas tropas.
Em algum ponto no século XIV, todas as insígnias do estado foram transferidas para a Torre Branca na Torre de Londres, devido a uma série de tentativas bem-sucedidas de roubo em uma parte da Abadia de Westminster que abrigava insígnias de estado. das regalias de coroação ficaram atrás intactas na Abadia. Dois arcos encimados por um monde e uma cruz foram adicionados a novas imagens da Coroa de São Eduardo na época de Henrique IV e à coroa estadual durante o reinado de seu sucessor Henrique V, embora os arcos não figurassem no Grande Selo até 1471. Conhecido como uma coroa fechada ou imperial, os arcos simbolizavam as pretensões do rei de ser um imperador de seu próprio domínio, subserviente a ninguém exceto a Deus, ao contrário de alguns governantes continentais que deviam fidelidade a reis mais poderosos ou ao Sacro Imperador Romano.

### Tudor e primeiros períodos de Stuart
As tradições estabelecidas no período medieval continuaram depois. Em meados do século XV, uma coroa era formalmente usada em seis festas religiosas todos os anos: Natal, Epifania, Páscoa, Pentecostes, Dia de Todos os Santos e uma ou ambas as festas de Santo Eduardo. Uma coroa foi exibido e usado na inauguração anual do Parlamento, e três foram colocadas na cabeça dos monarcas em uma coroação: a coroa de São Eduardo, a coroa do estado, e uma "coroa rica" feita especialmente para o rei ou rainha

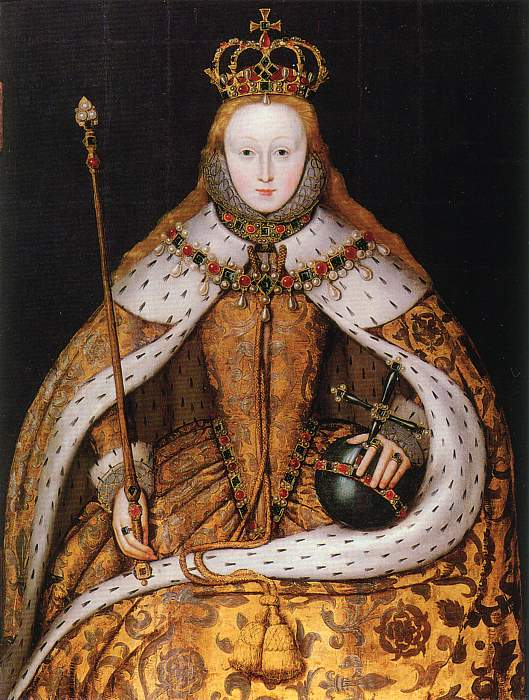
A pintura da Coroação de Elizabeth I, mostra a mesma com um Orbe nas mãos.

Por volta dessa época, três espadas - símbolos da realeza desde os tempos antigos - estavam sendo usadas na cerimônia de coroação para representar os poderes do rei na administração da justiça: a Espada da Justiça Espiritual, a Espada da Justiça Temporal e a espantosa Espada da Misericórdia. Um item emergente de regalia foi o orbe, descrito nos inventários de Tudor como uma bola redonda com uma cruz de ouro, que sublinhou a soberania do monarca. Os Orbes eram emblemas pictóricos da autoridade real na Inglaterra desde o início da Idade Média, mas uma esfera real provavelmente não foi usada em qualquer coroação inglesa até a de Henrique VIII em 1509. Após a Reforma Inglesa, a Igreja da Inglaterra denunciou a veneração das relíquias medievais, e começando com a coroação de Eduardo VI em 1547, o significado da coroa de São Eduardo como uma relíquia sagrada foi subestimado na cerimônia.
A regalia do estado passava cada vez mais de um rei para o outro. O exemplo mais conhecido disso foi a Coroa de Henrique VIII. Sua data de fabricação é desconhecida, mas provavelmente foi criada no início da dinastia Tudor, talvez no reinado de Henrique VII. A coroa de ouro estava coberta de pedras preciosas, e sua borda era decorada com cruzes alternativas pattée e fleurs-de-lis, um padrão que aparece primeiro no Grande Selo de Ricardo III e ainda é uma característica distintiva das coroas britânicas hoje. Embora alguns monarcas ingleses reivindicassem o trono francês, as flores-de-lis de suas coroas evoluíram do trevo introduzido no século XI pelo rei Canuto e eram puramente decorativas. O conceito de regalias de estado hereditário foi consagrado na lei inglesa depois da União das Coroas quando Jaime I decretou em 1605: "Os ornamentos e joias de Reis e Príncipes [devem] ser individualmente e inseparavelmente para sempre a seguir anexados ao Reino".
Após a morte de Jaime I em 1625, Carlos I sucedeu ao trono. Seus muitos conflitos com o Parlamento, decorrentes de sua crença no direito divino dos reis e dos muitos conflitos religiosos que permearam seu reinado, desencadearam a Guerra Civil Inglesa. O Parlamento via a regalia como "Joias da Coroa", investido no monarca por causa de seu papel público como rei, e não de propriedade dele em uma capacidade pessoal. Para evitar colocar seus próprios súditos em risco, Charles e sua esposa exportaram muitas insígnias de estado, incluindo o Espelho da Grã-Bretanha e algumas joias pertencentes a Elizabeth I, com um grande desconto para clientes e corretores de penhor em Amesterdão. Em 1642, ao saber do esquema do rei, ambas as Casas do Parlamento declararam que todos os traficantes das Joias da Coroa eram inimigos do Estado.

### Interregnum
Após seis anos de guerra, Charles foi derrotado e executado pelos Roundheads em 1649. Menos de uma semana após a execução do rei, o Parlamento da Rump votou pela abolição da monarquia. A recém criada República Inglesa viu-se sem dinheiro. A fim de arrecadar fundos, a Lei para a Venda dos Bens e Bens Pessoais do Rei, Rainha e Príncipe atrasados foi transformada em lei, e os curadores foram nomeados para avaliar as Joias - então consideradas por Oliver Cromwell como "símbolo do detestável governo dos reis" e "monumentos de superstição e idolatria" - e vendê-los ao maior lance. O objeto mais valioso era a Coroa de Henrique VIII, avaliada em £ 1.100. Suas pedras preciosas e pérolas foram removidas, a maior parte da coroação e da regalia foram derretidas, e o ouro foi atingido em centenas de moedas pela Casa da Moeda.
Duas coroas nupciais, a Coroa de Margarida de York e a Coroa da Princesa Blanche, sobreviveram quando foram retiradas da Inglaterra, séculos antes da Guerra Civil, por Margarida e Blanche, quando se casaram com reis na Europa continental. Tanto as coroas quanto a Alfred Jewel do século IX dão uma ideia do caráter da joalheria real na Inglaterra na Idade Média. Outro raro sobrevivente é o Cetro de Cristal, de 600 anos de Henrique V, presente para o prefeito de Londres, que ainda o leva em coroação. Muitas peças de pratos ingleses foram apresentadas a dignitários visitantes e podem ser vistas em museus em toda a Europa. A regalia escocesa de Carlos II, que foi coroado rei da Escócia em 1651, também sobreviveu apesar de Cromwell ter tentado apreender e destruir a regalia. Cromwell recusou convites do Parlamento para ser feito rei e se tornou o Lorde Protetor da Inglaterra. Foi marcado por uma cerimônia no Westminster Hall em 1657, onde vestiu vestes roxas, sentou-se na cadeira de coroação e foi investido com muitos símbolos tradicionais de soberania, exceto uma coroa. Uma coroa talvez feita de metal base dourado, como era típico de coroas funerárias naqueles dias, foi colocada ao lado de Cromwell quando ele estava no estado em 1660.

### Restauração aos dias atuais

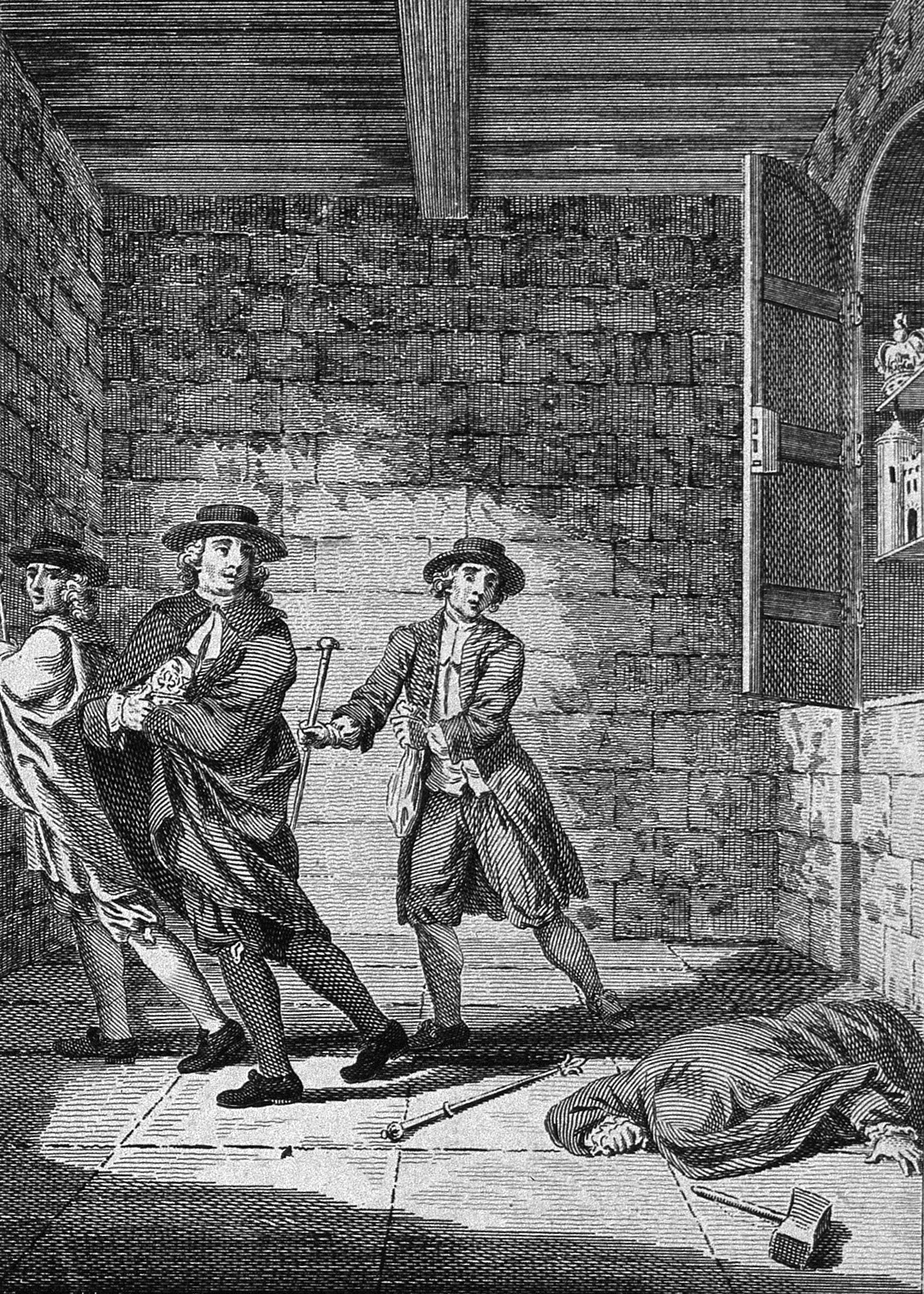
Thomas Blood fazendo sua fuga, desenhado em 1793.

A monarquia foi restaurada após a morte de Cromwell, e para a coroação inglesa de Carlos II, que vivia no exílio no exterior, novas joias foram feitas com base nos registros dos itens perdidos. Eles foram fornecidos pelo banqueiro e Royal Goldsmith, Sir Robert Vyner, a um custo de £ 12.184 7s 2d - tanto quanto três navios de guerra. Decidiu-se modelar as réplicas tanto quanto possível, como a regalia medieval e usar os nomes originais. Esses objetos de ouro de 22 quilates, feitos em 1660 e 1661, formam o núcleo das Joias da Coroa hoje: a coroa de Santo Eduardo, dois cetros, uma esfera, uma ampola para o óleo sagrado da unção, um par de esporas , um par de braceletes ou pulseiras e uma bengala conhecida como Cajado de Santo Eduardo. Uma colher de unção de prata dourada medieval e três espadas sobreviveram e foram devolvidas à Coroa, e o embaixador holandês organizou as joias existentes penhoradas na Holanda para serem trazidas de volta. Com o custo adicional de cerca de £ 18.000, quase duas toneladas (4.400 lb) de altar e placa de banquete foram feitas para o rei.
Em 1669, as Joias foram expostas pela primeira vez em público na Jewel House, na Torre de Londres. O adjunto da Jewel House retirou a regalia de um armário e mostrou-a aos visitantes por uma pequena taxa. Este arranjo informal foi encerrado dois anos depois, quando Thomas Blood, um oficial do exército irlandês leal ao Parlamento, atacou o homem de 77 anos e roubou uma coroa, um cetro e um orbe. Blood e seus três cúmplices foram apreendidos no perímetro do castelo, mas a coroa havia sido achatada com um martelo na tentativa de escondê-lo, e havia um amassado no orbe. Ele foi perdoado pelo rei, que também lhe deu terra e uma pensão; tem sido sugerido que Blood foi tratado com lenidade porque ele era um espião do governo. Desde então, as joias foram protegidas por guardas armados.
Desde a Restauração, houve muitos acréscimos e alterações nos regalias. Um novo conjunto foi encomendado em 1685 para Maria de Modena, a primeira rainha consorte a ser coroada desde a Restauração, Carlos II tendo sido solteiro quando ele tomou o trono. Outro conjunto, mais elaborado, teve que ser feito quatro anos depois, quando Maria II foi coroada como soberana conjunta com seu marido Guilherme III. Depois que os Tratados de União de 1707 se uniram à Inglaterra e à Escócia juntos, as Joias da Coroa escocesas foram trancadas em um baú, e as Joias da Coroa Inglesa continuaram a ser usadas por monarcas britânicos. Começando com a Rainha Ana, as pedras preciosas foram contratadas para coroações - a taxa normalmente é 4% de seu valor - e substituídas por pasta e cristais para exibição na Jewel House, uma prática que continuou até ao início do século XX.
Tanto durante a Primeira Guerra Mundial como na Segunda Guerra Mundial, as Joias da Coroa foram armazenadas no porão do Castelo de Windsor. As pedras preciosas mais valiosas, como os diamantes Cullinan e Koh-i-Noor, foram lacradas em uma lata de biscoitos e escondidas embaixo de uma porta salgada, permitindo que fossem rapidamente recuperadas. Após a guerra, as Joias foram mantidas em um cofre no Banco da Inglaterra por dois anos enquanto a Casa das Joias foi consertada; foi atingido por uma bomba. Em 1953, a coroa de Santo Eduardo foi colocada na cabeça da rainha Elizabeth II, no que é agora a única cerimônia do gênero na Europa. Hoje, 140 objetos compõem as Joias da Coroa, que são permanentemente fixadas com 23.578 pedras preciosas e semipreciosas, e são vistas por cerca de 2,5 milhões de visitantes de todo o mundo a cada ano.

## Coroas
Coroas são os principais símbolos da autoridade real.

### Coroa de Santo Eduardo

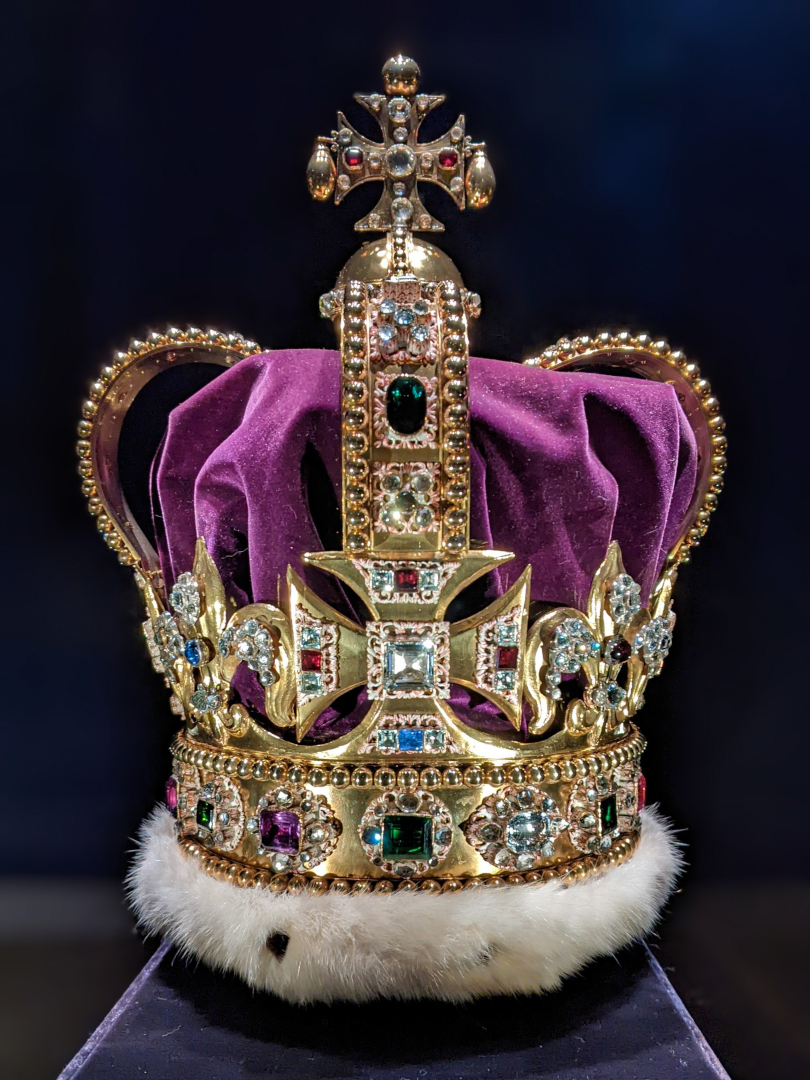
A Coroa de Santo Eduardo.

A peça central da regalia de coroação é nomeada em homenagem a Eduardo, o Confessor, e é colocada na cabeça do monarca no momento da coroação do arcebispo da Cantuária. Feita de ouro e concluída em 1661, a coroa de Santo Eduardo tem quatro flores-de-lis alternadas com quatro cruzes pattées e dois arcos abatidos no topo. A superação dos arcos é um monde e uma cruz pattée. É embelezado com 444 pedras, incluindo ametistas, granadas, peridotos, rubis, safiras, topázios, turmalinas e zircões. Foi moldado para se parecer muito com a coroa medieval de Santo Eduardo, com uma base de ouro pesada e aglomerados de pedras semipreciosas, mas os arcos são decididamente barrocos. No final do século 20, foi assumido como original, já que seu peso é quase idêntico, e uma fatura produzida em 1661 foi para a adição de ouro a uma coroa existente. Em 2008, uma nova pesquisa descobriu que uma coroa de coroação havia sido feita em 1660, e foi reforçada quando o Parlamento aumentou o orçamento para a coroação tardia de Carlos II.
A coroa tem 30 cm de altura e pesa 2,23 kg (4,9 lb), sendo considerada extremamente pesada. Depois de 1689, os monarcas escolheram ser coroados com uma coroa de coroação mais leve e sob medida (por exemplo, a Coroação de Jorge IV) ou sua coroa estatal, enquanto a Coroa de Santo Eduardo geralmente descansava no altar-mor. A tradição de usar a coroa de Santo Eduardo foi revivida em 1911 para a coroação de Jorge V. Em 1953, a rainha Elizabeth II optou por usar uma imagem estilizada desta coroa em brasões, distintivos, logotipos e várias outras insígnias nos reinos da Commonwealth para simbolizar sua autoridade real. Substituiu a imagem de uma coroa do estilo Tudor adotada em 1901 por Eduardo VII.

### Coroa Imperial de Estado

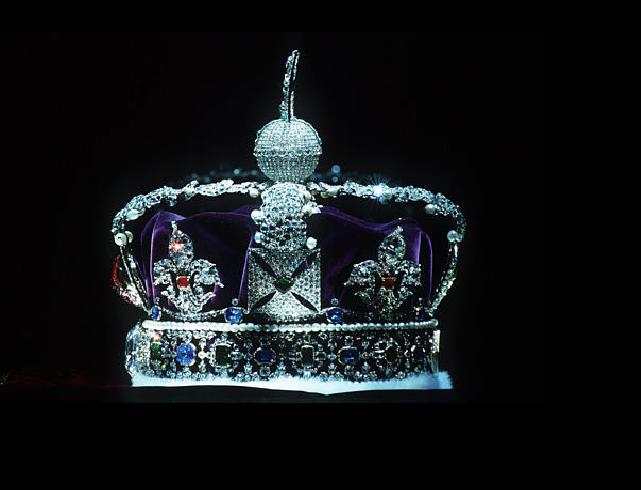
A Coroa Imperial de Estado.

Uma coroa muito mais leve é usada pelo monarca quando ele ou ela deixa a Abadia de Westminster, e na abertura anual do Estado do Parlamento. A atual Coroa Imperial de Estado foi feita em 1937 para Jorge VI e é uma cópia daquela feita em 1838 para a Rainha Vitória, que havia caído em mau estado de conservação, e tinha sido feita usando gemas de seu próprio antecessor, a coroa do estado de Jorge I. Em 1953, a coroa foi redimensionada para caber a rainha Elizabeth II, e os arcos foram abaixados em 2,5 cm (1 pol) para dar uma aparência mais feminina. É feito de ouro, prata e platina, e tem quatro cruzes páteas e flores-de-lis, com dois arcos encimados por um monde e uma cruz pátea. 
A coroa é decorada com 2.868 diamantes, 273 pérolas, 17 safiras, 11 esmeraldas e 5 rubis. Entre as maiores pedras estão o diamante Cullinan II, de 317 quilates (63,4 g), também conhecido como a Segunda Estrela da África, acrescentado à coroa em 1909. O rubi do Príncipe Negro, de 170 quilates (34 g), colocado na frente da cruz , é um grande espinélio dado a Eduardo, o Príncipe Negro por um rei espanhol em 1367 e usado por Henrique V na Batalha de Agincourt em 1415. Na parte de trás da coroa está o Stuart Sapphire de 104 quilates (20,8 g), e em a cruz superior é Safira de Santo Eduardo, supostamente tirada do anel de Eduardo, o Confessor, quando seu corpo foi re-enterrado na Abadia de Westminster em 1163. Abaixo do monde há quatro pérolas, três das quais dizem que pertenceram à rainha Elizabeth I, mas a associação é quase certamente errônea.

### Coroas consortes
Depois da Restauração, as esposas de reis - rainhas consorte - tradicionalmente usavam a Coroa de Maria de Módena, esposa de Jaime II, que a usou pela primeira vez em sua coroação em 1685. Originalmente marcada com 561 diamantes alugados e 129 pérolas, agora é definida com cristais e pérolas cultivadas para exibição na Jewel House junto com um diadema que as consortes usavam em procissão para a Abadia. O diadema continha 177 diamantes, 1 rubi, 1 safira e 1 esmeralda. No século XIX, a coroa foi considerada teatral e em mau estado de conservação, então a coroa da rainha Adelaide foi feita para a esposa de William IV usar em 1831 usando gemas de sua própria coleção de joias.

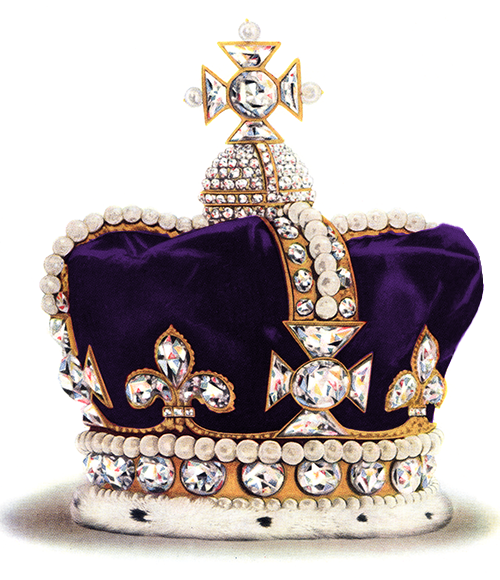
Coroa de Maria de Módena.
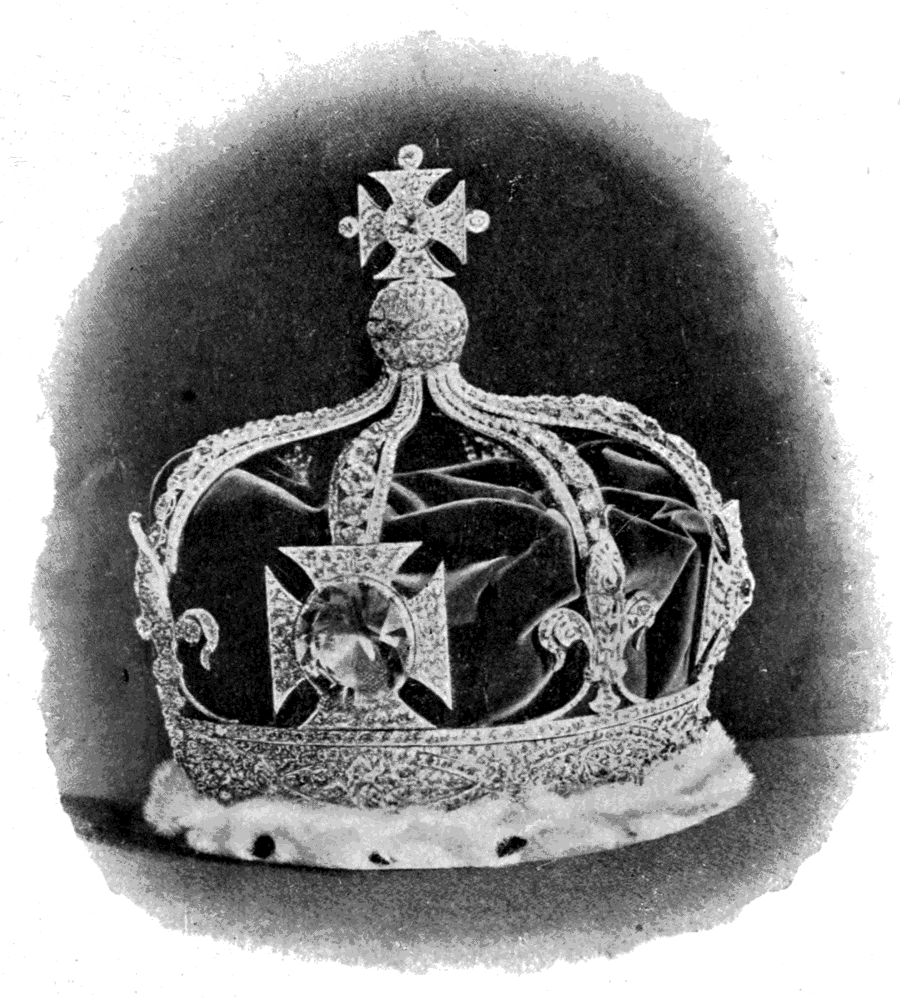
Coroa da Rainha Alexandra, consorte do Rei Eduardo VII.
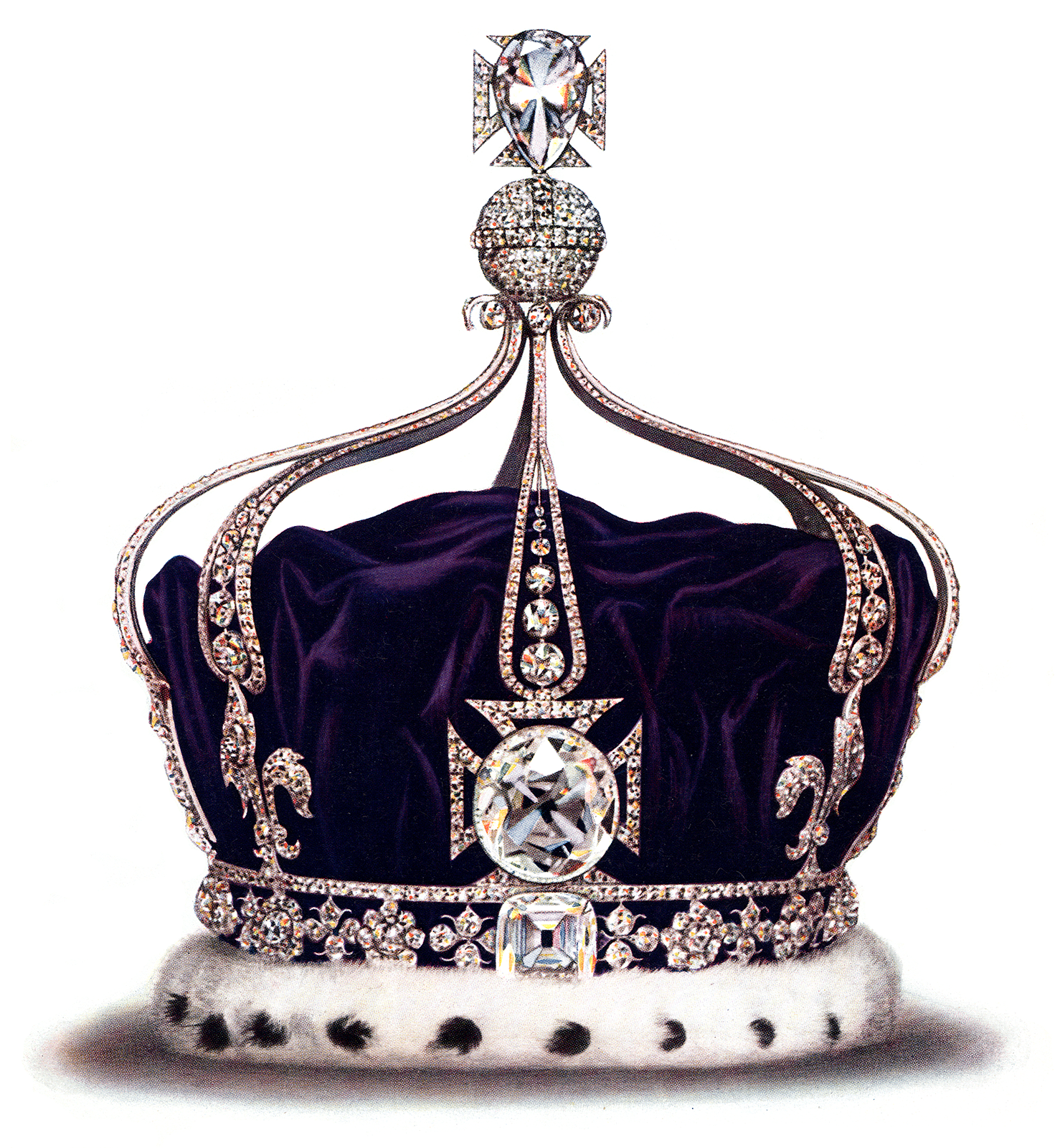
Coroa da Rainha Maria, consorte do Rei Jorge V.
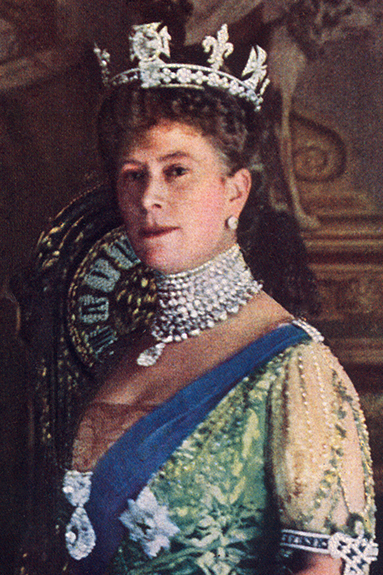
Rainha Maria utilizando a coroa sem os arcos.
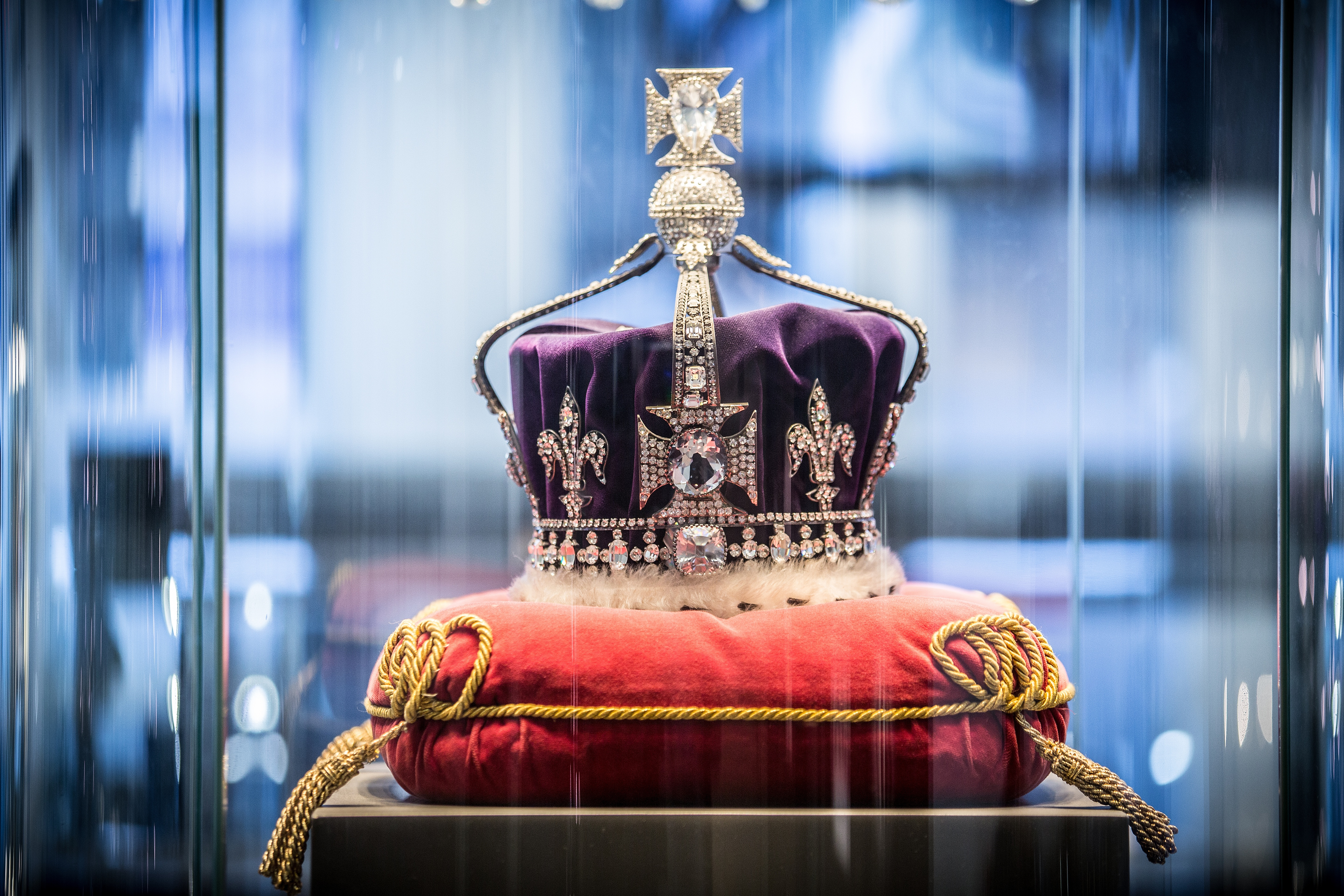
Réplica da Coroa da Rainha Elizabeth, a Rainha-Mãe.

Assim começou uma tradição de cada rainha consorte ter uma coroa feita especialmente para ela. Em 1902, a coroa da rainha Alexandra, uma coroa de estilo europeu - mais plana e com oito arcos em vez das quatro tradicionais - foi feita para a rainha Alexandra, esposa de Eduardo VII, usar em sua coroação. Com mais de 3.000 diamantes, foi a primeira coroa da consorte a incluir o diamante Koh-i-Noor apresentado à rainha Vitória em 1850, após a conquista britânica do Panjabe. Originalmente 191 quilates (38 g) e fixado em um bracelete, foi reduzido a um peso brilhante oval de 105 quilates (21 g), que Victoria montou em um broche e argola. A segunda foi a Coroa da Rainha Maria; Também incomum para uma coroa britânica em ter oito semi-arcos, foi feita em 1911 para a coroação de Rainha Maria e do rei Jorge V. Ele contém 2.200 diamantes e conteve Cullinans III e IV. Em 1914, tanto as pedras quanto o Koh-i-Noor foram substituídas por réplicas de cristal e os arcos foram destacados para que pudessem ser usados como uma coroa aberta. Mary pagou pela coroa inspirada na Art Déco e inicialmente esperava que ela fosse usada por futuras consortes de rainhas.
Depois que Jorge V morreu, Maria continuou usando a coroa (sem seus arcos) como rainha mãe, e assim a coroa da rainha Elizabeth foi feita para que a rainha Elizabeth, esposa de Jorge VI e mais tarde conhecida como a rainha-mãe, usasse em sua coroação. em 1937. É a única coroa britânica a ser feita inteiramente de platina, e foi modelada na Coroa da Rainha Maria, mas tem os quatro arcos em vez de oito. A coroa é decorada com cerca de 2.800 diamantes, mais notavelmente o Koh-i-Noor no meio da cruz da frente. Também contém uma réplica do Lahore Diamond de 22,5 quilates (5 g) entregue à Rainha Vitória pela Companhia Britânica das Índias Orientais em 1851, e um diamante de 17,3 quilates (3 g) dado a ela por Abdülmecid I, Sultão do Império Otomano, em 1856. Elizabeth usou pela última vez como uma coroa aberta na coroação de sua filha Elizabeth II em 1953. A coroa foi colocada em cima do caixão de Elizabeth durante seu estado no funeral em 2002.

### Coronetes do Príncipe de Gales

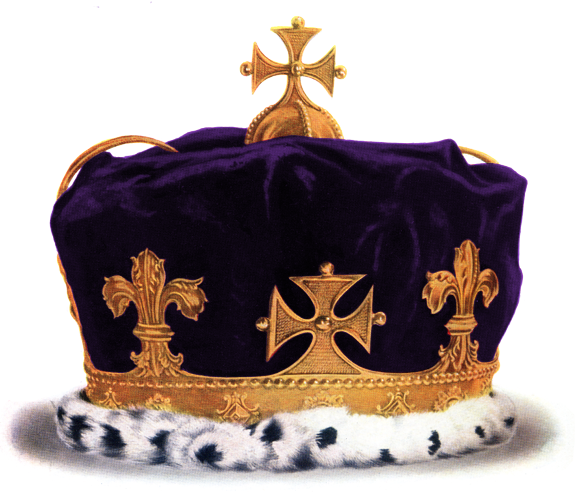
Coroa de Frederico, Príncipe de Gales, filho de Jorge II.

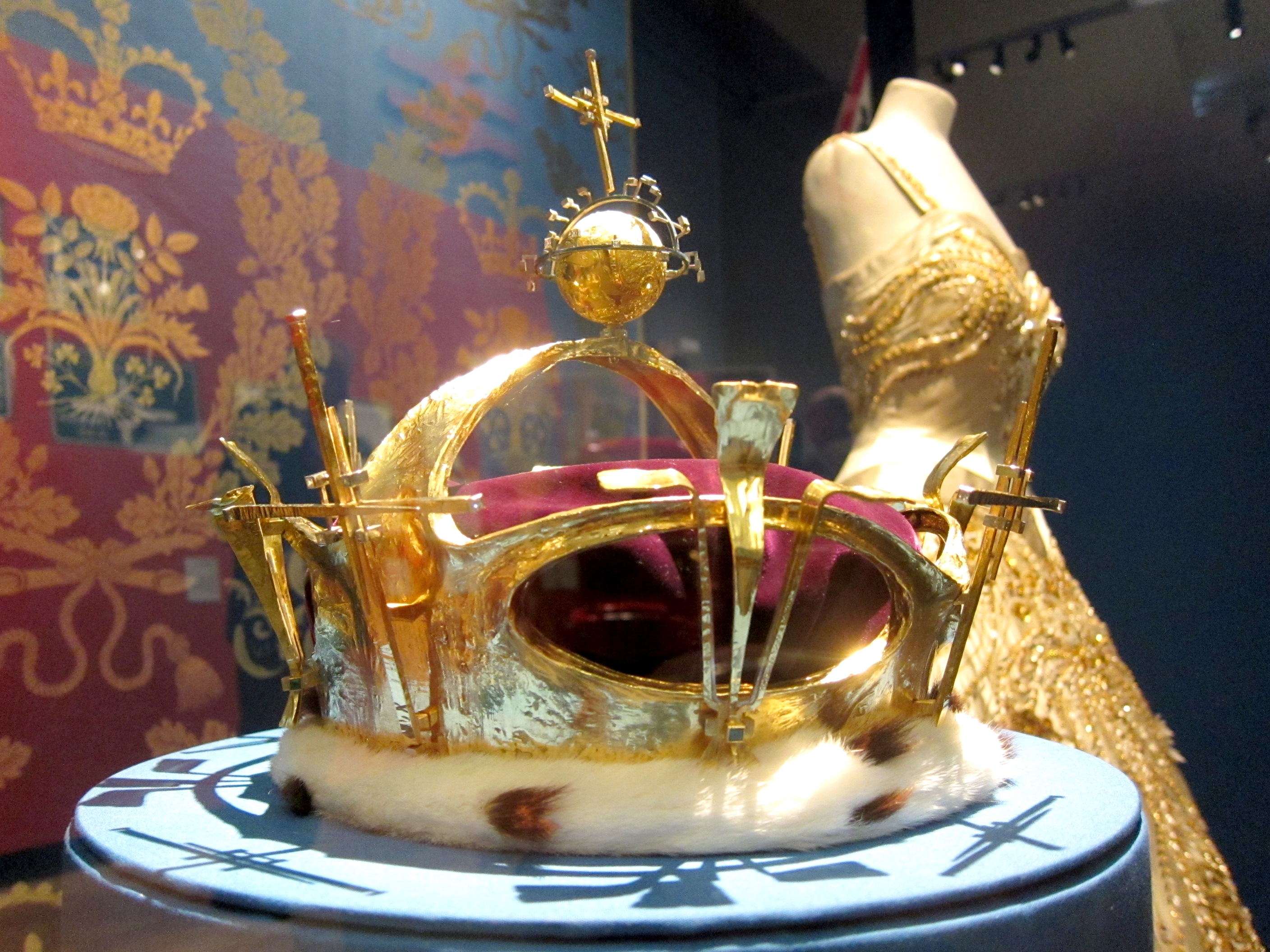
A Coroa de Charles, Príncipe de Gales, feita para sua investidura em 1969.

Uma coroa relativamente modesta foi feita em 1728 por Frederico, Príncipe de Gales, o filho mais velho de Jorge II. Assume a forma estabelecida em um mandado real emitido por Carlos II, que afirma que o herdeiro da Coroa usará e portará uma cruzeta de cruzes e fleurs de lis com um arco encimado por uma bola e uma cruz. O único arco denota que o Príncipe de Gales é inferior ao monarca, mas supera outras crianças reais, cujos coronéis não têm arcos. Frederico nunca usou sua coroa de ouro; Em vez disso, foi colocado em uma almofada na frente dele quando ele tomou seu assento na Câmara dos Lordes. Foi usado por seu filho, Jorge III, em seguida, seu filho, Jorge IV, e usado pela última vez por Eduardo VII, quando ele era o príncipe de Gales. Devido à sua idade, uma nova coroa de prata dourada foi feita para seu filho, o futuro Jorge V, para usar na coroação de Eduardo em 1902. Em contraste com a antiga coroa, que tem um arco deprimido, o arco desta é elevado . Na coroação de Jorge em 1911, a coroa foi usada por seu filho, Eduardo, o próximo príncipe de Gales. Depois que ele se tornou rei em 1936, Eduardo VIII abdicou mais tarde no mesmo ano e, como o duque de Windsor, foi para o exílio na França, levando a coroa de 1902 com ele; permaneceu no estrangeiro até à sua morte em 1972. Na sua ausência, outra coroa teve de ser feita para a investidura do príncipe Charles em 1969. Ao contrário das coronetas extintas, esta não é uma parte das Joias da Coroa, mas as Honras do Principado de Gales.

### Coroas sem coroação

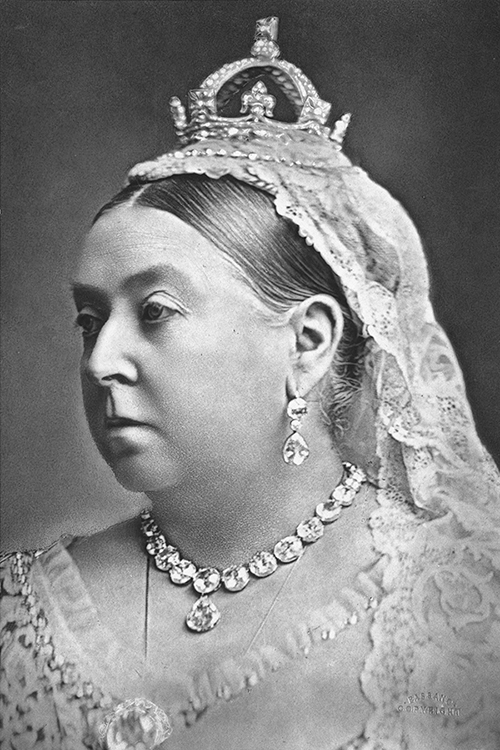
A Rainha Vitória utilizando sua pequena coroa de diamantes em 1887.

Na Jewel House existem duas coroas que não deveriam ser usadas em uma coroação. A Pequena Coroa de Diamante da Rainha Vitória tem apenas 10 cm de altura e foi feita em 1870 usando 1.187 diamantes para que Victoria a usasse em cima da tampa de sua viúva. Ela muitas vezes usava em Aberturas do Estado do Parlamento no lugar da muito mais pesada Coroa do Estado Imperial. Após a morte da rainha em 1901, a rainha Alexandra usava a coroa, e também foi usada pela rainha Maria. A Coroa Imperial da Índia foi criada em 1911, quando Jorge V visitou o Delhi Durbar com a Rainha Maria para ser proclamado (mas não coroado) como Imperador da Índia. Como a constituição britânica proíbe a remoção de joias da coroa do Reino Unido, uma nova coroa teve que ser feita para o evento, com esmeraldas, rubis, safiras e 6.100 diamantes. Não foi usado desde então e é agora uma parte das joias da coroa.

## Objetos da Procissão
Uma coroação começa com a procissão na Abadia de Westminster.

### Espadas

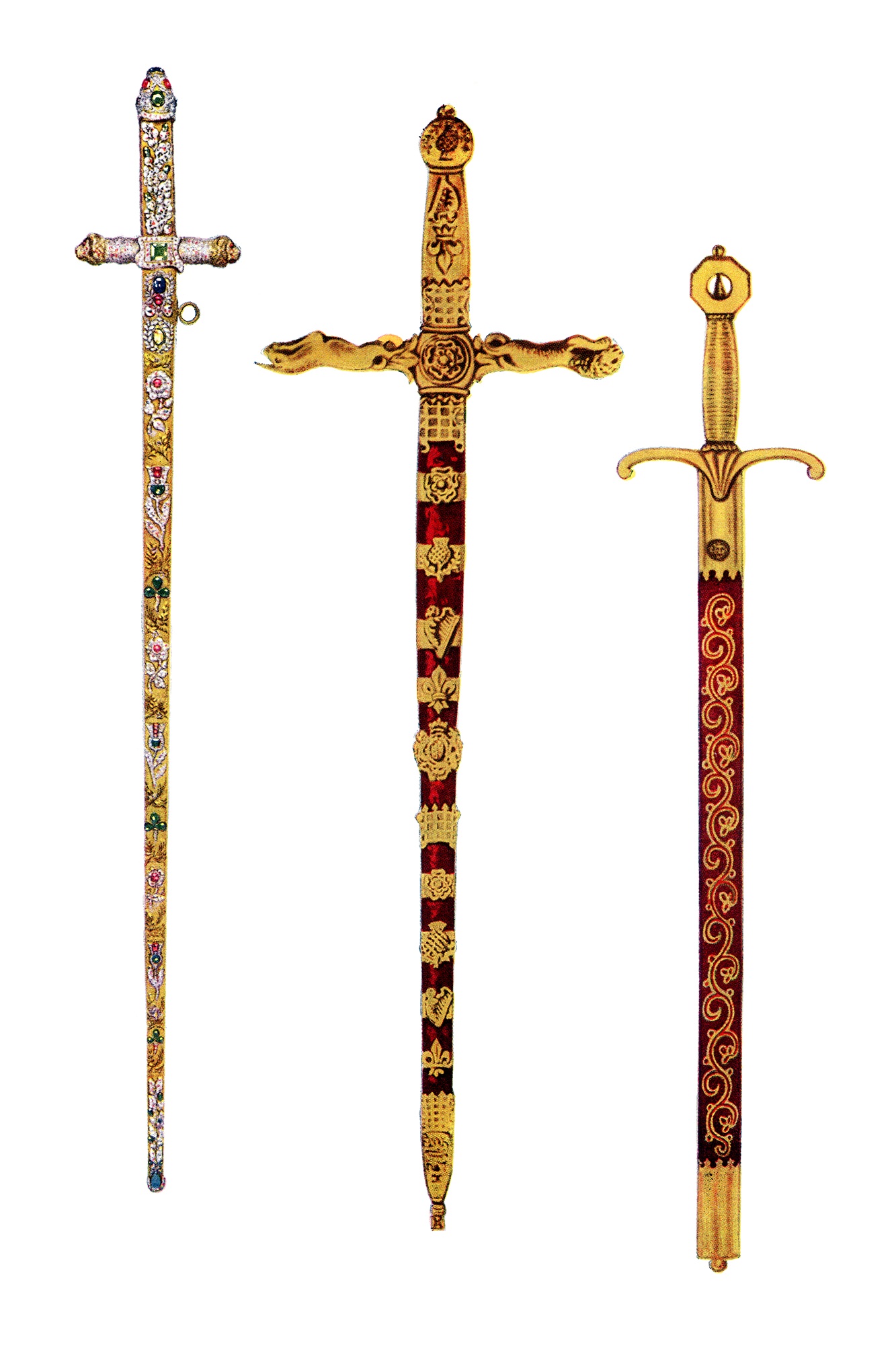
Da esquerda para a direita: A Espada da Oferenda, a Espada do Estado e a Espada da Misericórdia.

As espadas refletem o papel de um monarca como Comandante-em-Chefe das Forças Armadas Britânicas e Defensor da Fé. Três espadas são levadas antes do monarca para dentro da Abadia: a cega Espada da Misericórdia (também conhecida como Curtana), a Espada da Justiça Espiritual e a Espada da Justiça Temporal. Acredita-se que todos os três tenham sido fornecidos na época de James I entre 1610 e 1620, provavelmente por um membro da Worshipful Company of Cutlers, usando lâminas que foram criadas na década de 1580 pelos cuteleiros italianos Giandonato e Andrea Ferrara. Eles foram depositados com a vestimenta de Santo Eduardo na Abadia de Carlos II; antes disso, novas espadas haviam sido feitas para cada coroação desde o século XV. Vendidos na guerra civil, eles foram devolvidos na Restauração, e seu primeiro uso registrado foi na coroação de James II em 1685.
Duas outras espadas são usadas. A Espada de Estado de duas mãos, feita em 1678, simboliza a autoridade real do monarca. Também é levado diante do monarca em Aberturas de Estado do Parlamento. Sua bainha de madeira, feita em 1689, é encadernada em veludo vermelho decorado com emblemas de prata dourada da Inglaterra, Escócia e Irlanda, flores-de-lis e portas levadiças. O leão da Inglaterra e o unicórnio da Escócia formam a cruz para o cabo da espada. Antes da investidura, é trocado pela principal Espada de Oferecimento, da qual a Espada de Estado é mera expressão. Feita em 1820, tem uma bainha de couro dourada, uma lâmina de aço de Damasco e está incrustada com 3.476 diamantes, esmeraldas e rubis. Jorge IV pagou quase £ 6.000 pela espada do próprio bolso. Ele permaneceu em propriedade pessoal até 1903, quando foi depositado com as Joias da Coroa e tem sido usado em todas as coroações desde 1911. Um monarca é cingido e abençoado usando a espada, que é devolvida ao Guardião da Casa da Joia pela abadia por uma soma simbólica de £ 5, e é carregada desembainhada pelo resto da cerimônia.
A extinta Irish Sword of State, feita em 1660, foi detida pelo lorde-tenente da Irlanda (um vice-rei) antes da independência da Irlanda do Reino Unido em 1922, e também reside na Torre de Londres. Cada novo vice-rei foi investido com a espada no Castelo de Dublin, onde geralmente ficava nos braços de um trono, representando o rei ou a rainha. Em junho de 1921, a espada esteve presente na abertura oficial por Jorge V do Parlamento da Irlanda do Norte em Belfast. Foi exibido no Castelo de Dublin de setembro de 2017 até abril de 2018 como parte da exposição "Making Majesty" - a primeira vez que foi para a Irlanda desde 1922.

### Cajado de Santo Eduardo
O Cajado de Santo Eduardo é uma bengala de ouro de 1,4 metro de comprimento feita para Carlos II em 1661. Tem um monde simples e cruz no topo e uma lança de aço no fundo. Este objeto é quase certamente uma cópia da longa vara de prata-dourada mencionada na lista de placas reais e joias destruídas em 1649. O papel pretendido pela equipe na coroação foi esquecido desde os tempos medievais, e por isso é levado à abadia por um par como uma relíquia sagrada e colocado no altar, onde permanece durante toda a cerimônia.

### Trompetes

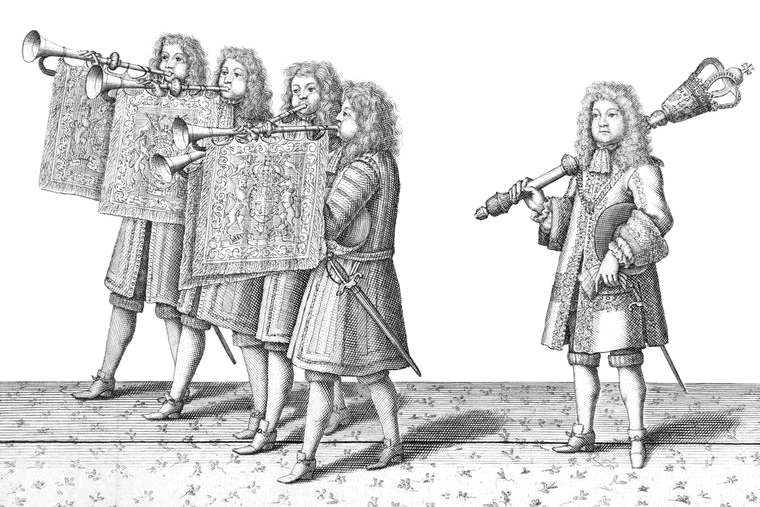
Trompetistas e um portador de maça na coroação de 1685 de James II.

As joias da Coroa incluem 16 trompetes de prata, datadas entre 1780 e 1848. Nove delas são cobertas com faixas de seda vermelha bordadas com escudos de ouro, originalmente feitas para a coroação da rainha Vitória em 1838. Elas não são usadas desde a O Corpo de Trompetistas do Estado foi dissolvido pelo Duque de Wellington como uma medida de corte de custos no século XIX. O trabalho principal dos trompetistas era soar uma fanfarra em pontos-chave da coroação, e eles também tocaram no banquete depois no Westminster Hall. Hoje, a Banda da Cavalaria Doméstica e a Banda Central da Real Força Aérea tocam suas próprias trombetas em ocasiões oficiais.

### Maces
Começando a vida como armas carregadas pelos sargentos de armas do rei, ou guarda-costas, as armadilhas evoluíram para objetos cerimoniais carregados pelos oficiais do rei. Hoje, eles são usados para representar a autoridade do monarca. A Câmara dos Comuns só pode funcionar quando a maça real - que data do reinado de Carlos II - está presente na mesa. Duas outras maças que datam dos reinos de Carlos II e Guilherme III são usadas pela Câmara dos Lordes: Uma é colocada no Lazer antes que a casa se encontre e está ausente quando um monarca está lá pessoalmente. No final do século XVII, havia 16 maçãs, mas apenas 13 sobreviveram, 10 das quais estão em exibição na Torre de Londres. Dois destes são levados na procissão real em Aberturas de Estado do Parlamento e coroações. Cada maça tem cerca de 1,5 m de comprimento e pesa em média 10 kg. Eles são de prata e foram feitos entre 1660 e 1695.

## Objetos da Unção
Quando um monarca é ungido, o Deão de Westminster derrama óleo de unção sagrada de uma ampola em uma colher.

### Ampola

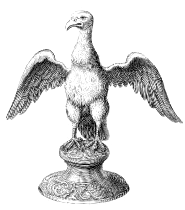
A Ampola.

A Ampola, com 20 cm de altura e pesando 660 g, é uma embarcação de ouro oco feita em 1661 e com a forma de uma águia com asas abertas. Sua cabeça desenrosca, permitindo que a embarcação seja enchida, e o óleo sai por um buraco no bico. A ampola original era um frasco feito de pedra, às vezes usado como um pingente por reis, e de outra forma mantido dentro de uma águia de ouro. Diz a lenda do século XIV que a Virgem Maria apareceu diante de Thomas Becket, arcebispo de Cantuária de 1162 a 1170, e lhe presenteou uma águia de ouro e um frasco de óleo para reinar sobre reis da Inglaterra. Esta ampola foi registrada pela primeira vez como sendo usada na coroação de Henrique IV em 1399 e foi depositada para custódia com a insígnia de Santo Eduardo na Abadia por Ricardo III em 1483. O mesmo óleo foi usado para ungir todos os reis e rainhas (exceto Maria I) até que acabou em 1625. Ninguém sabe ao certo por que a própria embarcação passou a ser reinterpretada como uma águia parada em uma base abobadada após a Restauração. Em termos de importância religiosa, os objetos da unção perdem apenas para a coroa de Santo Eduardo, e a ampola foi colocada ao lado da coroa no altar da Abadia de Westminster em 2013 em um culto que marcou o 60º aniversário da coroação da rainha Elizabeth II.

### Colher
A Colher de Coroação de 27 centímetros de comprimento (10,6 polegadas), que data do final do século XII, é de prata dourada e incrustada com quatro pérolas adicionadas no século XVII. Uma crista divide a tigela ao meio, criando sulcos nos quais o Arcebispo de Cantuária mergulha dois dedos e unge o monarca, confirmando-o como Governador Supremo da Igreja da Inglaterra. Originalmente, a colher pode ter sido usada para misturar água e vinho em um cálice, e foi usada pela primeira vez para ungir um monarca na coroação inglesa de Jaime I em 1603. É a peça mais antiga de regalias, registrada pela primeira vez no Royal Collection em 1349 como "uma colher de forma antiga", e provavelmente foi feita para Henrique II ou Ricardo I. Em 1649, Oliver Cromwell vendeu a colher para Clement Kynnersley, o Senhor do Guarda-Roupa Removedor, que devolveu a Carlos II após a restauração da monarquia.

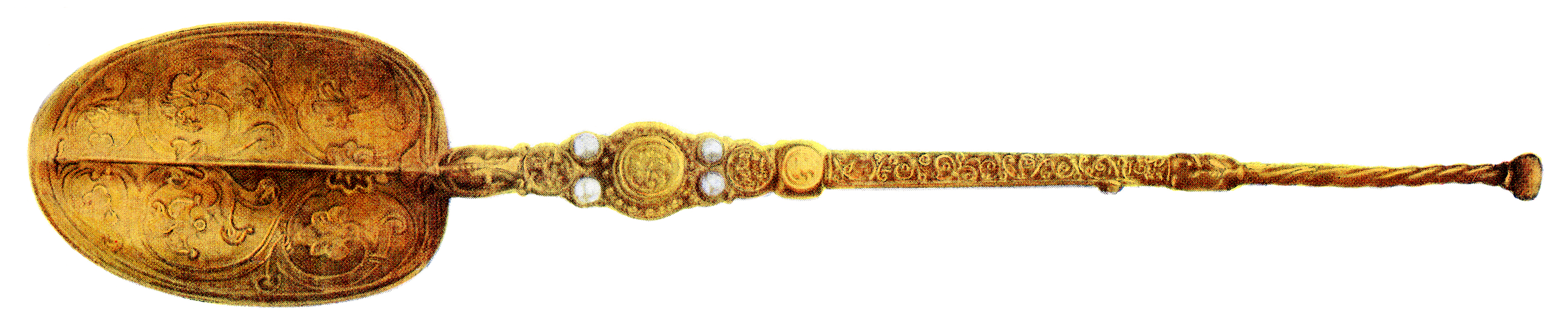
A colher de coroação de prata dourada.

## Vestes e ornamentos
A unção é seguida pelo investimento em vestes e ornamentos de coroação.

### Vestes

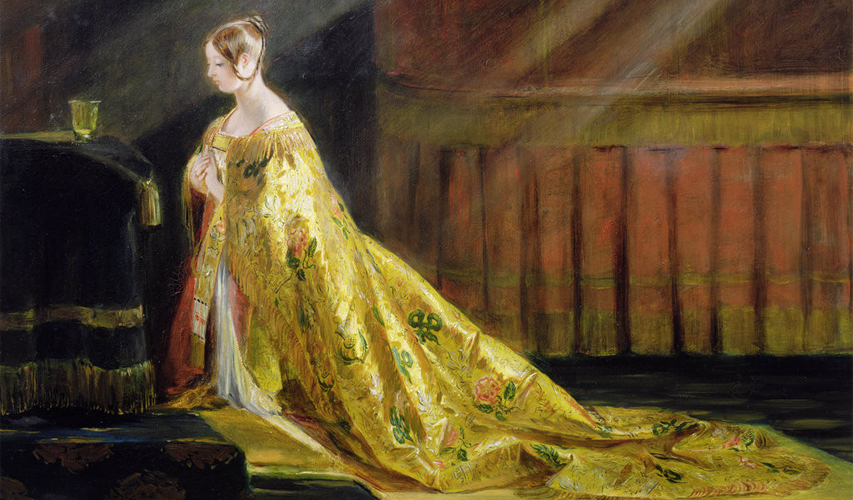
Rainha Vitória usando uma cópia do Manto Imperial, que pode ser visto no Museu de Londres, 1838.

Todas as vestes têm conotações sacerdotais e sua forma mudou pouco desde a Idade Média. A tradição de usar as vestes de São Eduardo chegou ao fim em 1547 depois da Reforma inglesa, mas foi ressuscitada em 1603 por Jaime I para enfatizar sua crença na natureza divina da realeza. Assim como as vestes, um monarca também usava buskins ou sandálias de pano de ouro, dependendo do tamanho de seus pés. As relíquias sagradas foram destruídas juntamente com coroas e ornamentos reais na Guerra Civil, e novas vestes foram feitas para cada monarca começando com Carlos II, uma prática que terminou em 1911, quando Jorge V usava a Supertúnica, uma dalmática sobre o Colobium Sindonis; e uma cara conhecida como o manto imperial. Ambas as vestes, feitas para Jorge IV em 1821, são de fio de ouro e juntas pesam aproximadamente 10 kg (22 lb). Eles também foram usados por seus sucessores Jorge VI e Elizabeth II. Uma nova estola foi feita em 1953 para Elizabeth II pela Worshipful Company of Girdlers. É adornada com emblemas florais da Austrália, Canadá, Ceilão, Índia, Nova Zelândia e os quatro países do Reino Unido - membros da Commonwealth, chefiada pela rainha.

### Esporas
Esporas de espeto refeitas para Carlos II são apresentadas ao monarca. Eles são feitos de ouro maciço, ricamente estampados com padrões florais e pergaminhos, e têm alças de veludo carmesim bordado em ouro. Ambos os pescoços terminam em uma rosa Tudor com um pico no centro. Também conhecido como Esporas de São Jorge, eles são um dos emblemas de cavalaria e cavalaria e denotam o papel do soberano como comandante-chefe das Forças Armadas britânicas. É sabido que as esporas de ouro foram usadas em 1189 na coroação de Ricardo I, embora seja provável que tenham sido introduzidas para Henrique, o Jovem Rei, em 1170, e esse elemento do serviço provavelmente foi inspirado pela cerimônia de iniciação dos cavaleiros. Um par de esporas do século XIV foram acrescentadas à insígnia de Santo Eduardo na Abadia em 1399 e usadas em todas as coroações até serem destruídas em 1649. Historicamente, as esporas eram presas aos pés do monarca, mas desde a Restauração elas são simplesmente escovadas os saltos de reis ou mostrado para rainhas e colocado no altar.

### Braçadeiras
As braçadeiras são pulseiras de ouro de sinceridade e sabedoria. Como esporas, eles foram usados pela primeira vez em coroações inglesas no século XII. No século XVII, as braçadeiras não eram mais entregues ao monarca, mas simplesmente levadas na coroação. Um novo par teve que ser feito em 1661; eles têm 4 cm de largura, 7 cm de diâmetro e champlevé esmaltados na superfície com rosas, cardos e harpas - os símbolos nacionais da Inglaterra, Escócia e Irlanda - bem como flores-de-lis . Para a coroação da rainha Elizabeth II em 1953, a tradição medieval foi revivida, e um novo conjunto de franjas de ouro de 22 quilates revestidas com veludo carmesim foi apresentado à rainha em nome de vários governos da Commonwealth. Cada pulseira é equipada com uma dobradiça invisível e um fecho na forma de uma rosa Tudor. A marca registrada inclui um pequeno retrato da Rainha, que continuou a usar as abas ao deixar a abadia e pode ser visto usando-as mais tarde, com a Coroa Imperial de Estado e o Anel do Soberano, em sua aparição na sacada do Palácio de Buckingham.

### Orbe

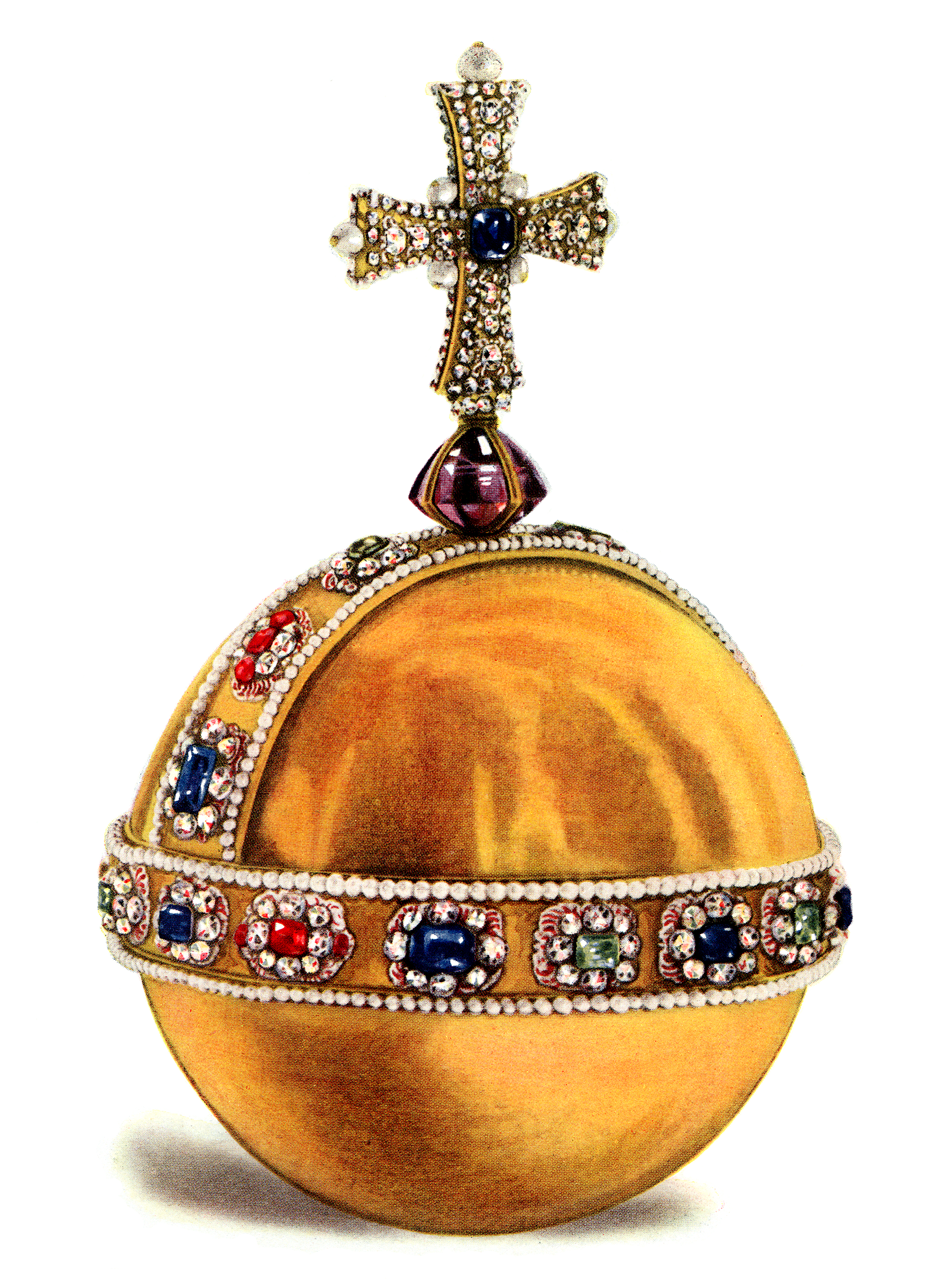
Orbe do Soberano.

Um orbe, um tipo de "globus cruciger", foi usado pela primeira vez em uma coroação inglesa por Henrique VIII em 1509 e depois por todos os monarcas subsequentes, além dos primeiros reis Stuart James I e Charles I, que optaram pela ordem medieval de coroação. O orbe de Tudor foi depositado com a insígnia de Santo Eduardo na Abadia de Westminster em 1625. O Orbe do Soberano usado hoje é uma esfera oca de ouro com cerca de 16,5 cm de diâmetro e pesando 1,2 kg (mais de duas vezes mais pesado que o original) feito para Charles II em 1661. Uma faixa de pedras preciosas e pérolas corre ao longo do equador e há uma meia banda no hemisfério superior. No alto do orbe há uma ametista encimada por uma cruz de joias, simbolizando o mundo cristão, com uma safira de um lado e uma esmeralda do outro. Ao todo, o orbe é decorado com 375 pérolas, 365 diamantes, 18 rubis, 9 esmeraldas, 9 safiras, 1 ametista e 1 pedaço de vidro. É entregue ao soberano durante o rito de investidura da coroação e é suportado mais tarde na mão esquerda ao deixar a Abadia de Westminster. O Orbe da Rainha Maria II, originalmente construído com gemas contratadas, é uma versão menor feita em 1689 para Maria II realizar sua coroação conjunta com Guilherme III; nunca foi usado novamente em uma coroação, e agora é definido com gemas de imitação e pérolas cultivadas. O orbe tem 14,6 cm (5,7 pol) de diâmetro e pesa 1,07 kg (2,4 lb). Ambas as órbitas foram colocadas no caixão da Rainha Vitória em seu funeral de estado em 1901. Oficialmente, nenhuma razão foi dada para usar o orbe de Maria II, mas pode ter sido destinado a refletir a posição de Vitória como a Imperatriz da Índia.

#### Argolas
Antes de 1831, cada monarca geralmente recebia um novo anel para simbolizar seu "casamento" com a nação. Uma exceção foi o Anel de Coroação dos Stuart, provavelmente usado nas coroações inglesas de Carlos I e Carlos II, e certamente o de James II, que levou o anel para a França após a Revolução Gloriosa. Ele retornou ao Reino Unido 100 anos depois e agora faz parte da Royal Collection de Gemas e Joias. O anel de ouro tem um grande rubi gravado com uma cruz de São Jorge e delimitado por 26 diamantes aplicados no século XIX. Os rubis simbolizam todas as virtudes reais e aparecem nos anéis de coroação desde o início da Idade Média. Desde 1830, o anel tem sido emprestado permanentemente do Castelo de Windsor para o Castelo de Edimburgo, onde é exibido com as honras da Escócia.
O Anel do Soberano foi usado por todos os monarcas de Guilherme IV em 1831 até a Rainha Elizabeth II, com exceção da Rainha Vitória, cujos dedos eram pequenos demais para mantê-lo. No centro do anel de ouro há uma safira octogonal coberta de um rubi quadrado e quatro longos e estreitos rubis formando uma cruz. Em torno da safira são 14 diamantes brilhantes. O projeto geral destina-se a representar a Cruz Vermelha de São Jorge no fundo azul da Cruz de Santo André. Uma pequena cópia do anel foi feita para Vitória, que escreveu em uma carta: "O arcebispo tinha (mais desajeitadamente) colocado o anel no dedo errado, e a conseqüência foi que eu tive a maior dificuldade de tirá-lo novamente, o que Eu finalmente fiz com muita dor ". Na verdade, o anel tinha sido dimensionado para caber no dedo mínimo da rainha, em vez do dedo anelar, devido a um mal-entendido por parte dos joalheiros. Em 1919, foi depositado na Torre de Londres, juntamente com o Anel do Soberano e Anel da Rainha Consorte, que foi usado por todas as esposas de reis da rainha Adelaide em diante.

### Cetros
O cetro, uma haste ornamental simbólica mantida pelo monarca em uma coroação, é provavelmente derivado da equipe do pastor, através do crozier de um bispo.

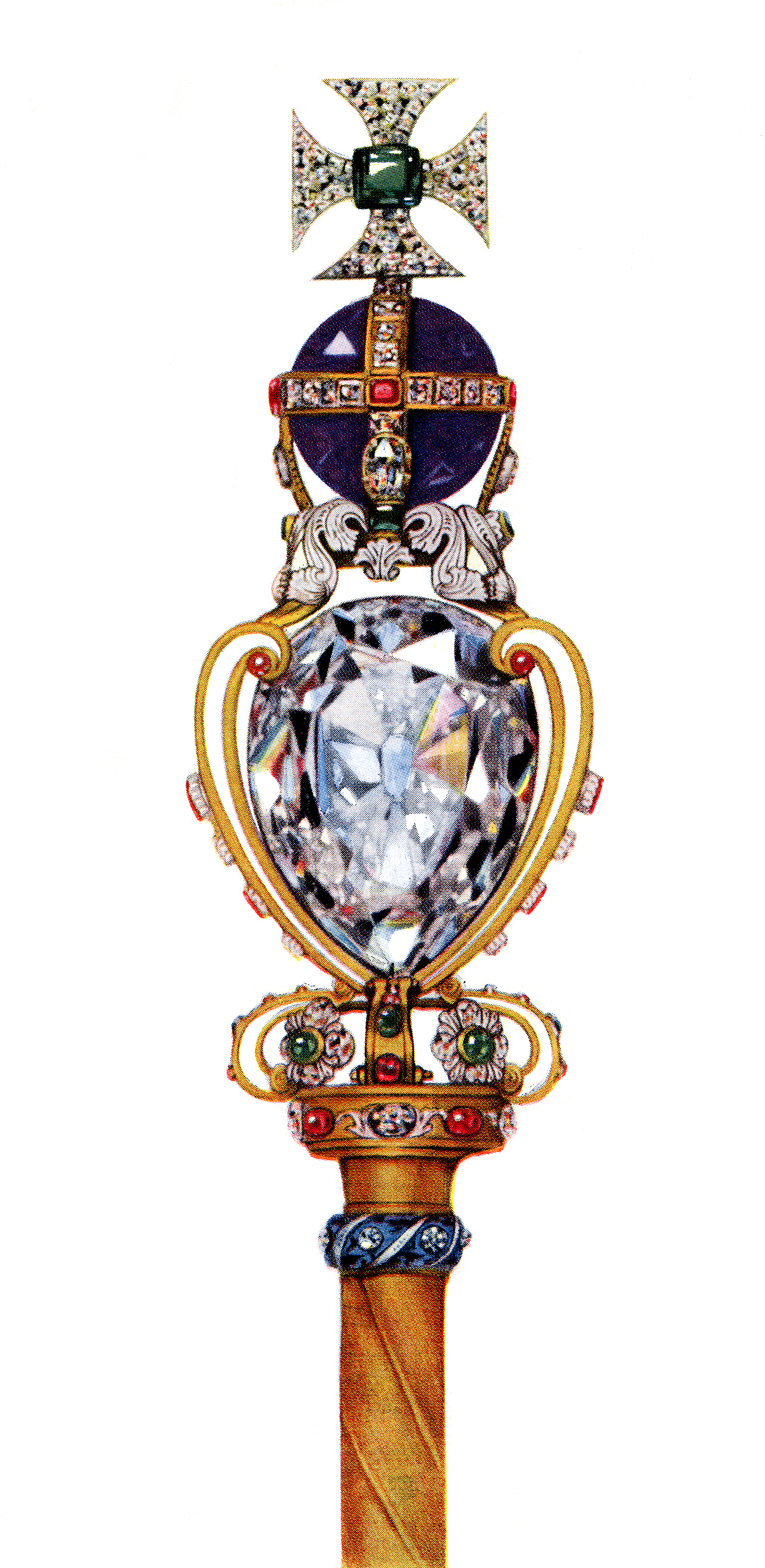
Cabeça do Cetro do Soberano com a Cruz.

Jorge VI segurando os cetros do soberano e vestindo as vestes, 1937.

Dois cetros de ouro feitos em 1661 fazem parte da regalia de coroação. O Cetro do Soberano com a Cruz é um sinal de seu poder temporal como chefe de estado. O objeto tem 92 cm de comprimento, pesa cerca de 1,17 kg e é decorado com 333 diamantes, 31 rubis, 15 esmeraldas, 7 safiras, 6 espinélios e 1 ametista composta. Em 1910, foi redesenhado para incorporar o Cullinan I, também conhecido como a Grande Estrela da África, que, com mais de 530 quilates (106 g), ainda é o maior diamante lapidado do mundo. Fazia parte de um diamante bruto pesando 3.106 quilates (621,2 g) encontrado na África do Sul em 1905 e foi nomeado após o presidente da empresa de mineração, Thomas Cullinan. Os fechos de ouro que o seguram podem ser abertos e a pedra removida para ser usada como um pingente pendurado em Cullinan II, que é colocado na Coroa Imperial de Estado, para formar um broche - Rainha Maria de Teck, esposa de Jorge V, usava-a assim. Acima do diamante em forma de pêra é a ametista encimada por uma cruz pattée incrustada com uma esmeralda e pequenos diamantes. Durante a coroação, o monarca carrega o Cetro com Cruz na mão direita.
O Cetro do Soberano com a Pomba, que também é conhecido como o Cetro da Equidade e Misericórdia, é emblemático de seu papel espiritual. É um pouco mais longo a 1,1 m (3,6 pés), mas pesa aproximadamente o mesmo que o Cetro com Cruz. O cetro é decorado com 285 gemas, incluindo 94 diamantes, 53 rubis, 10 esmeraldas, 4 safiras e 3 espinélios. Circundando a vara estão bandas de pedras preciosas. No topo está um monde de ouro cravejado de diamantes e encimado por uma cruz simples, sobre a qual se ergue uma pomba branca champlevé esmaltada com as asas abertas; os olhos, o bico e os pés são folhas de ouro. A pomba tem sido usada para representar o Espírito Santo, que guia as ações do soberano, por muitos séculos. Um cetro como este apareceu pela primeira vez no século XI, e foi provavelmente baseado no cetro alemão, encimado por uma águia imperial. O Scepter with Dove é a penúltima peça de regalia entregue a um monarca. Ele é carregado na mão esquerda e, como o monarca possui os dois cetros, ele ou ela é coroado com a Coroa de Santo Eduardo.
As Joias da Coroa incluem dois cetros originalmente feitos para Maria de Modena, a esposa de Jaime II, em 1685: um cetro de ouro com uma cruz conhecido como Cetro da Rainha Consorte com Cruz e outro encimado por uma pomba conhecida como Haste de Marfim da Rainha Consorte Pomba, que, como o nome sugere, é feita de marfim. Ao contrário da pomba do soberano, esta tem asas dobradas e é relativamente pequena. Foi usada pela última vez pela Rainha Elizabeth, mais tarde conhecida como a Rainha Mãe, na coroação de seu marido Jorge VI em 1937. Para a coroação de Maria II, a esposa e soberana conjunta de William III, um cetro de ouro mais elaborado com pomba foi encomendado em 1689. Ele não foi usado desde então, e desapareceu por várias décadas, apenas para ser encontrado em 1814 na parte de trás de um armário na Torre de Londres.

## Placa de altar
Na Jewel House há uma coleção de cálices, patens, flagons, castiçais e pratos - todos de prata dourada, exceto cinco vasos de comunhão de ouro - que são exibidos no altar-mor ou na frente da caixa real na Abadia de Westminster durante uma coroação, e alguns também são usados em vários outros momentos. Embora não sejam usados ou usados por um monarca, tais itens são classificados como Joias da Coroa em virtude de sua longa associação com a Casa das Joias. Uma das peças mais marcantes é um prato grande de 95 cm (3,12 pés) de lado e pesando 13 kg (28,7 lb), no centro do qual é uma representação em relevo da Última Ceia. Ao redor da borda estão quatro gravuras de cenas bíblicas: a Lavagem dos Pés, a Caminhada para Emaús, a vinda do Espírito Santo e a Comissão de Cristo aos Apóstolos. Feito em 1664 por James, Duque de York, e mais tarde adquirido por Charles II, ele fica no altar-mor durante uma cerimônia de coroação. Em cada extremidade do altar há um candelabro de 96 centímetros de altura, feito no século XVII, todo gravado com pergaminhos, folhas e flores, e também em cerimonias de estado de Eduardo VII no Palácio de Buckingham em 1910.
Um prato de altar e jarro foram feitos em 1691 para a igreja real de São Pedro que estão na Vincula na Torre de Londres. O prato mede 70 cm (2,3 pés) de diâmetro; também tem uma representação da Última Ceia, abaixo da qual está o brasão dos corregentes William III e Maria II. O jarro tem 42,5 cm (1,4 pés) de altura. Ambas as peças ainda são usadas na capela na Páscoa, Pentecostes e Natal, e elas foram exibidas pela primeira vez em uma coroação em 1821. Outro prato ainda em uso regular é o Prato de Maundy - um dos seis usados pela Rainha no Royal Maundy para distribuir esmolas a pessoas idosas em reconhecimento do seu serviço à igreja e comunidade local. A cerimônia, que ocorre em uma catedral diferente a cada ano, substituiu inteiramente o antigo costume de lavar os pés dos pobres em 1730, e o prato, embora tenha a cifra real de Guilherme e Maria, data do reinado de Carlos II. Duas bolsas contendo moedas especialmente cunhadas são retiradas do prato e apresentadas a cada recipiente.

## Placa de banquete
Até ao século XIX a coroação foi seguida por um banquete no Westminster Hall; o último banquete foi realizado em 1821 para Jorge IV. Talheres utilizados nos banquetes incluem a Fonte de Plymouth, uma fonte de vinho feita em torno de 1640 por um ourives alemão e apresentada a Carlos II pela cidade de Plymouth. Dourado para Jorge II em 1726, mede 77,5 cm (2,5 pés) de altura e é decorado com flores, frutas, golfinhos, sereias e monstros marinhos. Não existe registro de que ele seja usado como fonte, embora possa ter servido como uma fruteira.
O tema náutico é continuado na Cisterna de vinho de prata dourada, também conhecida como a Grand Punch Bowl, que é lançada como uma concha de ostra gigante. Ele pesa 257 kg (40,5 st), tem 0,76 m (2,5 pés) de altura, 1,38 m (4,5 pés) de comprimento e 1,01 m (3,3 pés) de largura, e pode conter 144 garrafas de vinho no gelo. Foi feito em 1829 para Jorge IV, mas completado após sua morte. Pesando quase um quarto de tonelada, é o prato mais pesado de banquete inglês. Em 1841, a cisterna foi reajustada como uma tigela de ponche da rainha Vitória, com a adição de uma concha. A concha com caule em marfim mede 1,05 m (3,4 pés) de comprimento e possui uma tigela prateada em forma de concha de nautilus.
O Exeter Salt, um saleiro de 45 centímetros de altura na forma de um castelo sobre um afloramento rochoso, foi apresentado a Carlos II depois da Restauração da cidade de Exeter. Cada um dos seus quatro compartimentos principais, nas torretas, continha cerca de 29 g (1 oz) de sal, e compartimentos menores nas paredes continham pimenta e especiarias. Foi feito em 1630 por um ourives alemão em Hamburgo e está definido com 73 gemas. Onze sais menores nomeados após São Jorge foram originalmente feitos para um banquete do Dia de São Jorge dos Cavaleiros da Jarreteira e Carlos II no século XVII. Outro, o Queen Elizabeth Salt, foi feito em 1572 durante o reinado de Elizabeth I para um membro da aristocracia; foi adquirido pela Coroa na época de Carlos II. Complementando os sais são doze colheres de sal feitas para Jorge IV em 1820

## Fontes de batismo

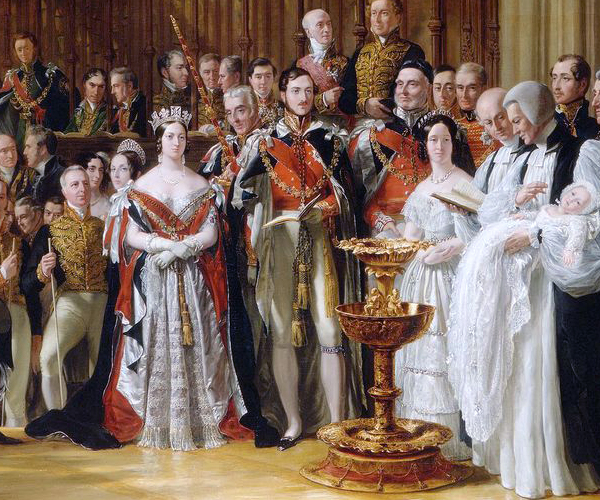
Lily Font no topo da Font Charles e Basino no batizado de Eduardo, Prince of Wales, 1842.

## Galeria

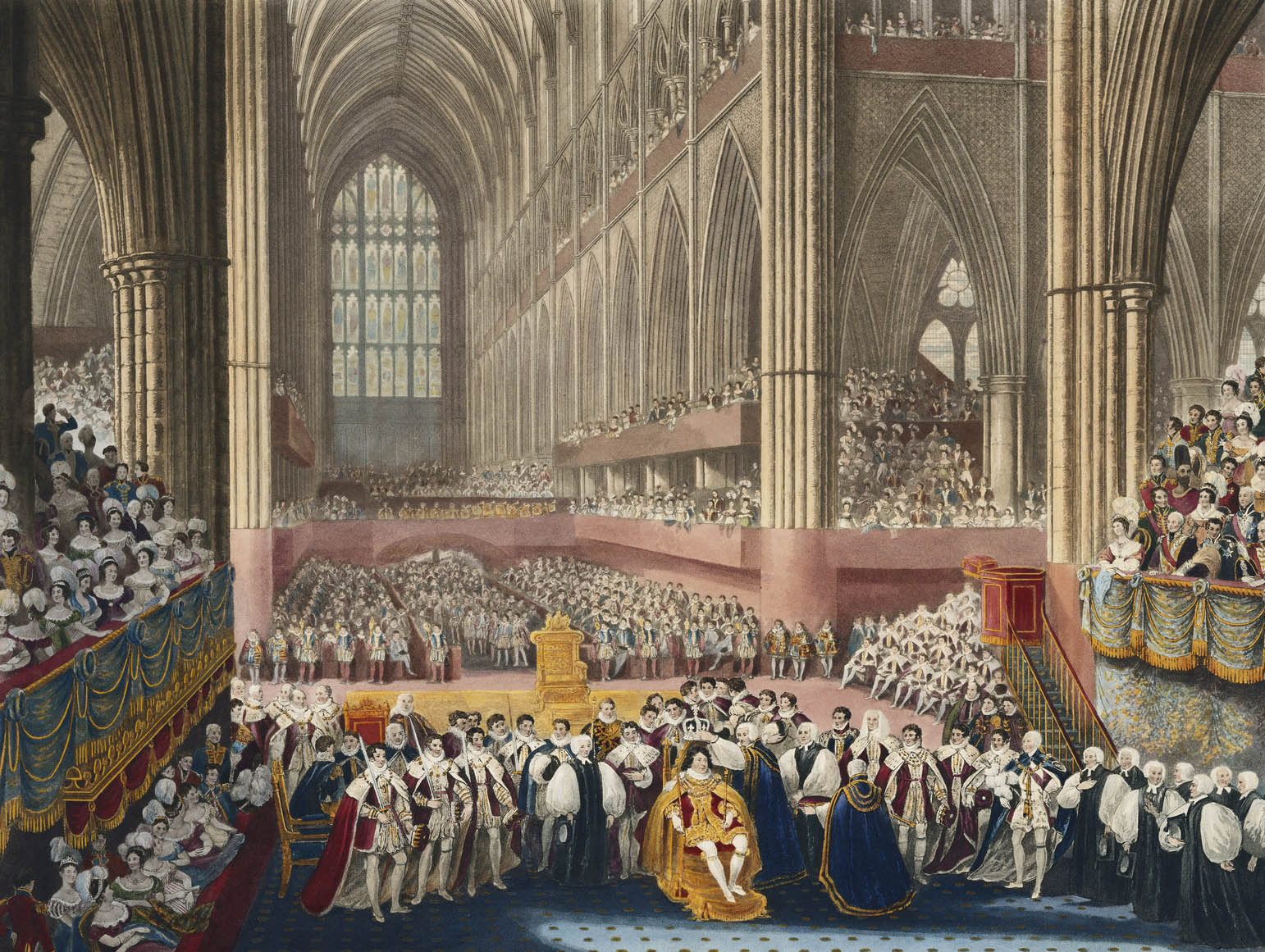
Coroação do Rei Jorge IV na Abadia de Westminster em 1821.
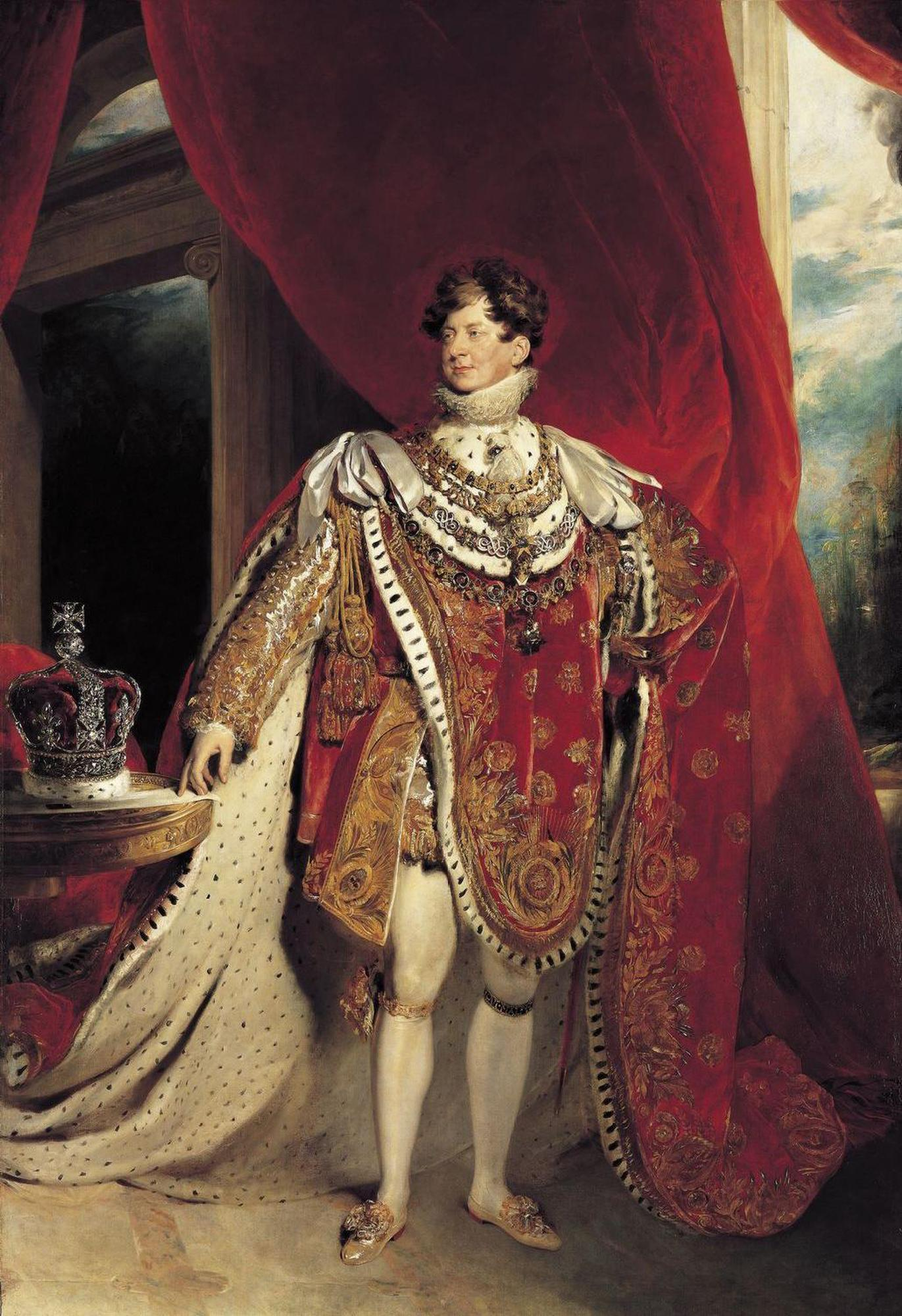
O Rei Jorge IV em suas vestes de coroação, por Thomas Lawrence.
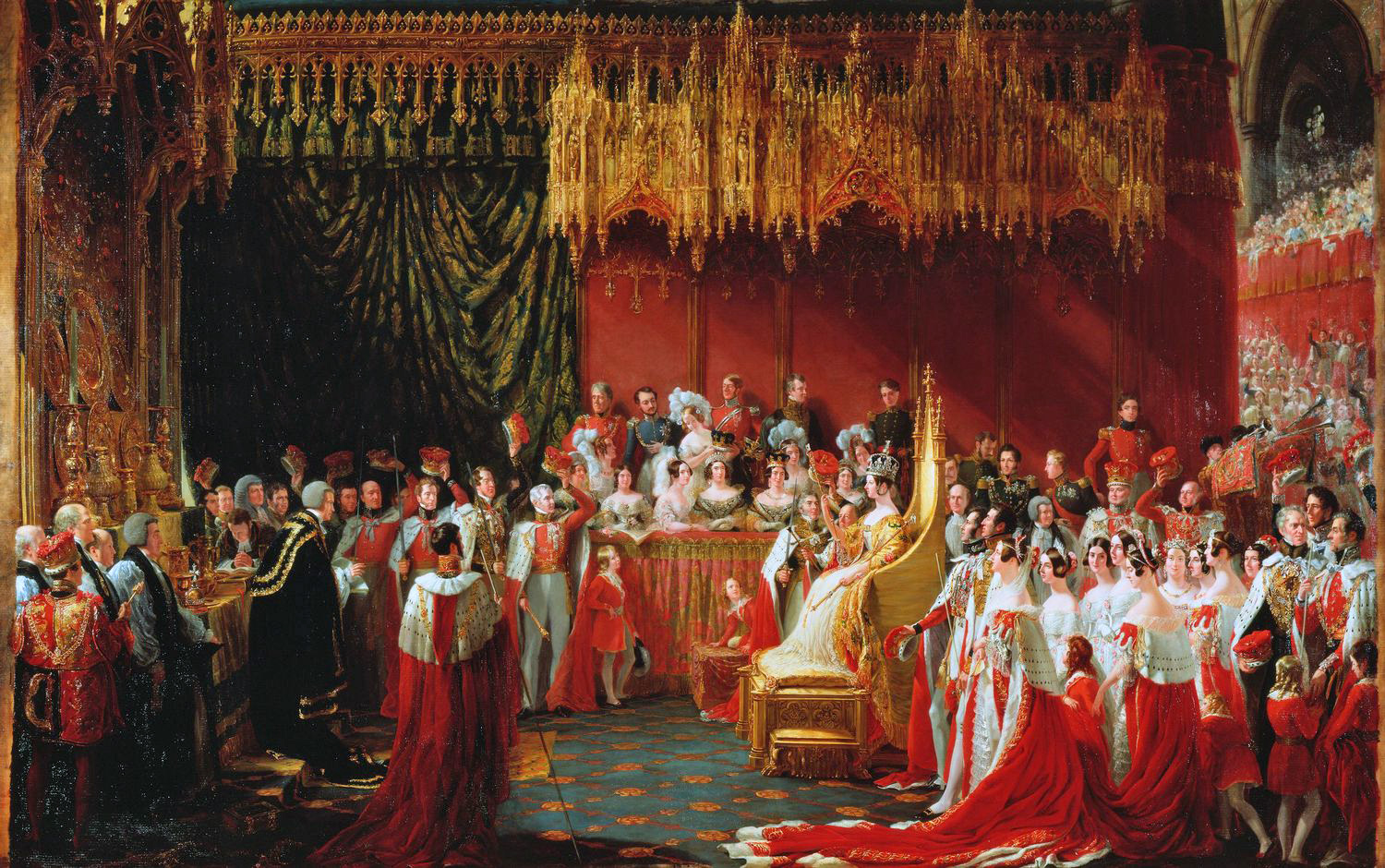
Coroação da Rainha Vitória na Abadia de Westminster 28 de junho de 1838 por Sir George Hayter.
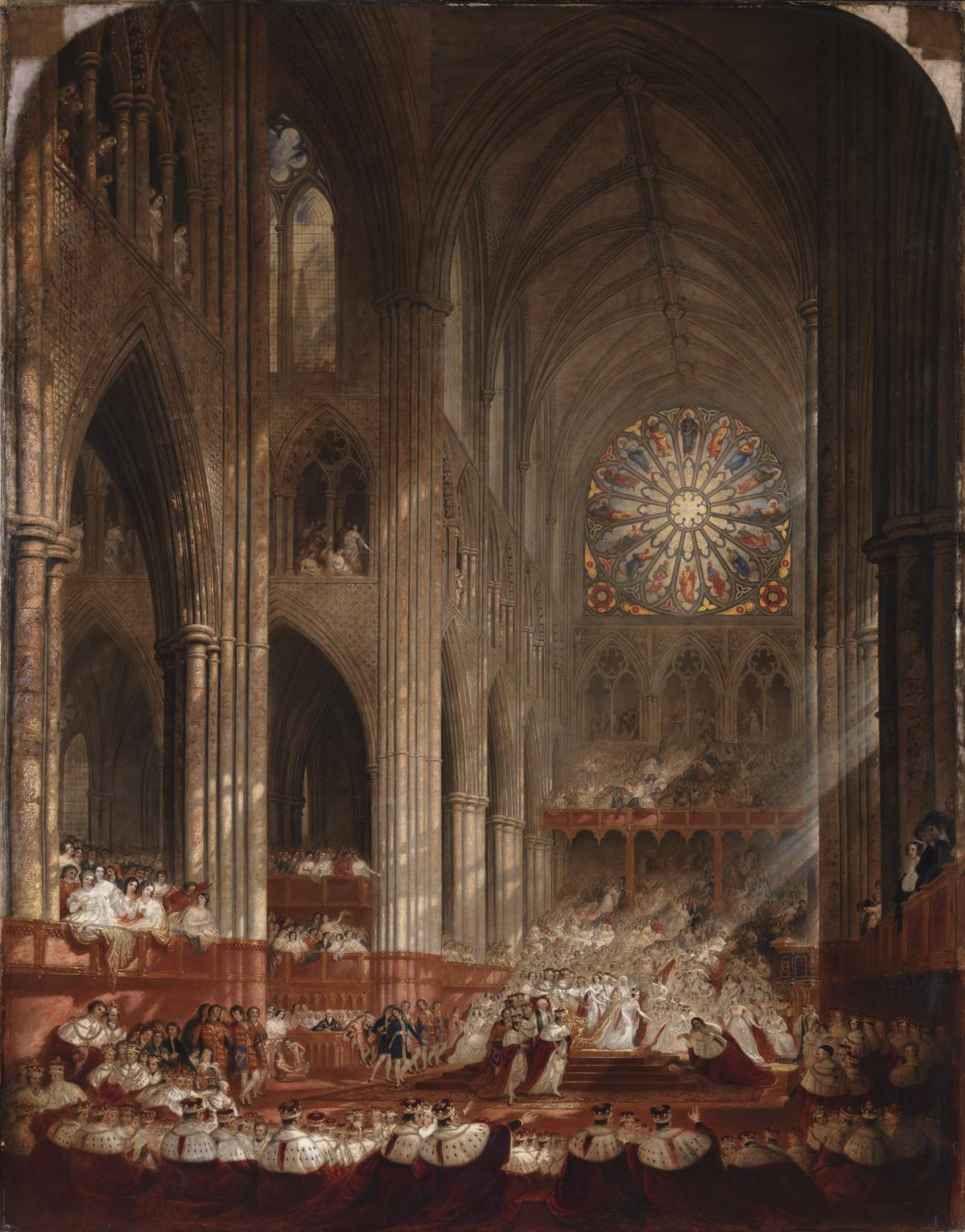
Coroação da Rainha Vitória na Abadia de Westminster por John Martin, 1838.
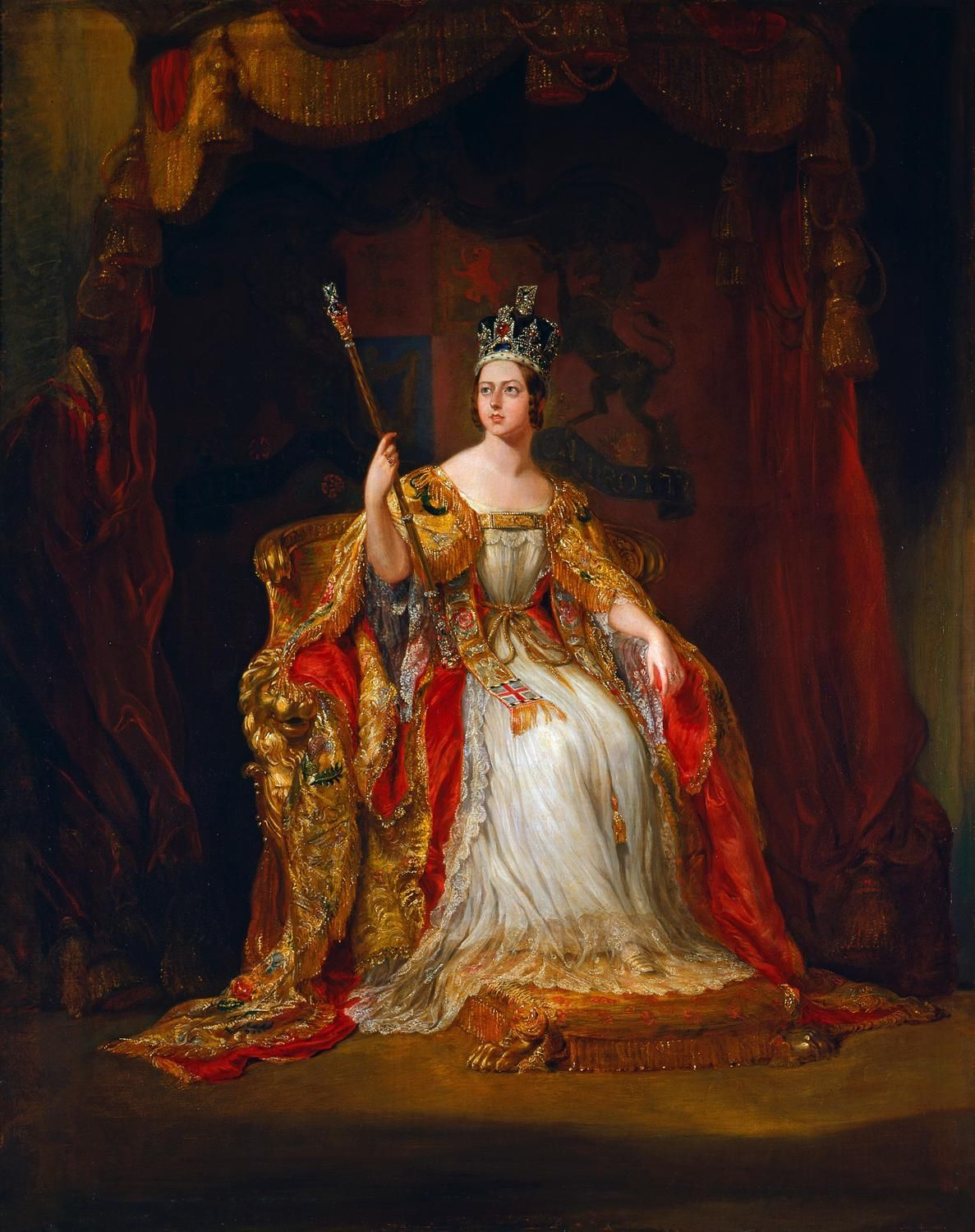
Retrato oficial da Rainha Vitória, feito por Sir George Hayter (1792–1871). A versão principal do retrato de Hayter sobre a Coroação da Rainha Vitória. A pintura se encontra no Royal Dining Room, Holyrood House.
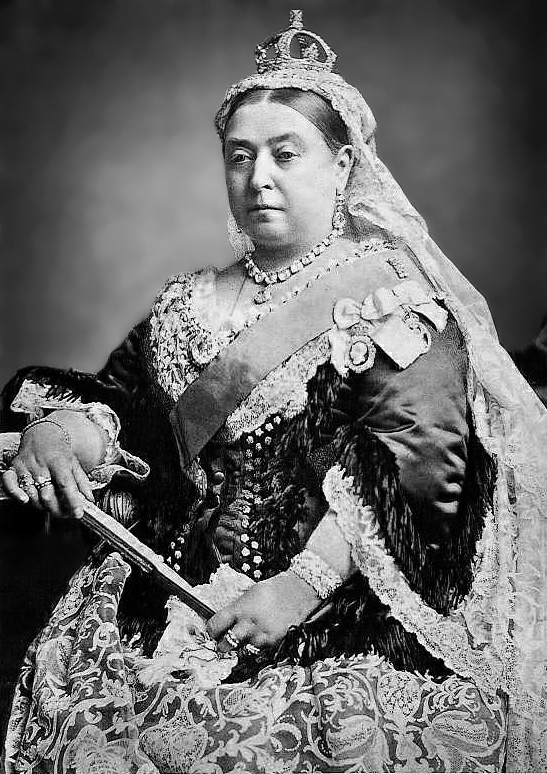
A Rainha Vitória foi a segunda monarca a ficar mais tempo no trono britânico, ficando atrás apenas de Elizabeth II. O seu reinado é marcado pela Primeira Revolução Industrial, período da Era Vitoriana e pelo titulo de Imperatriz da Índia.
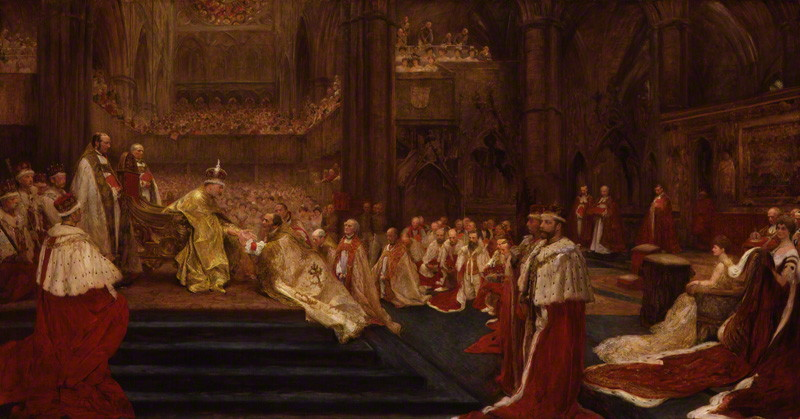
Coroação do rei Eduardo VII, 1902. Autor da peça, John Henry Frederick Bacon.
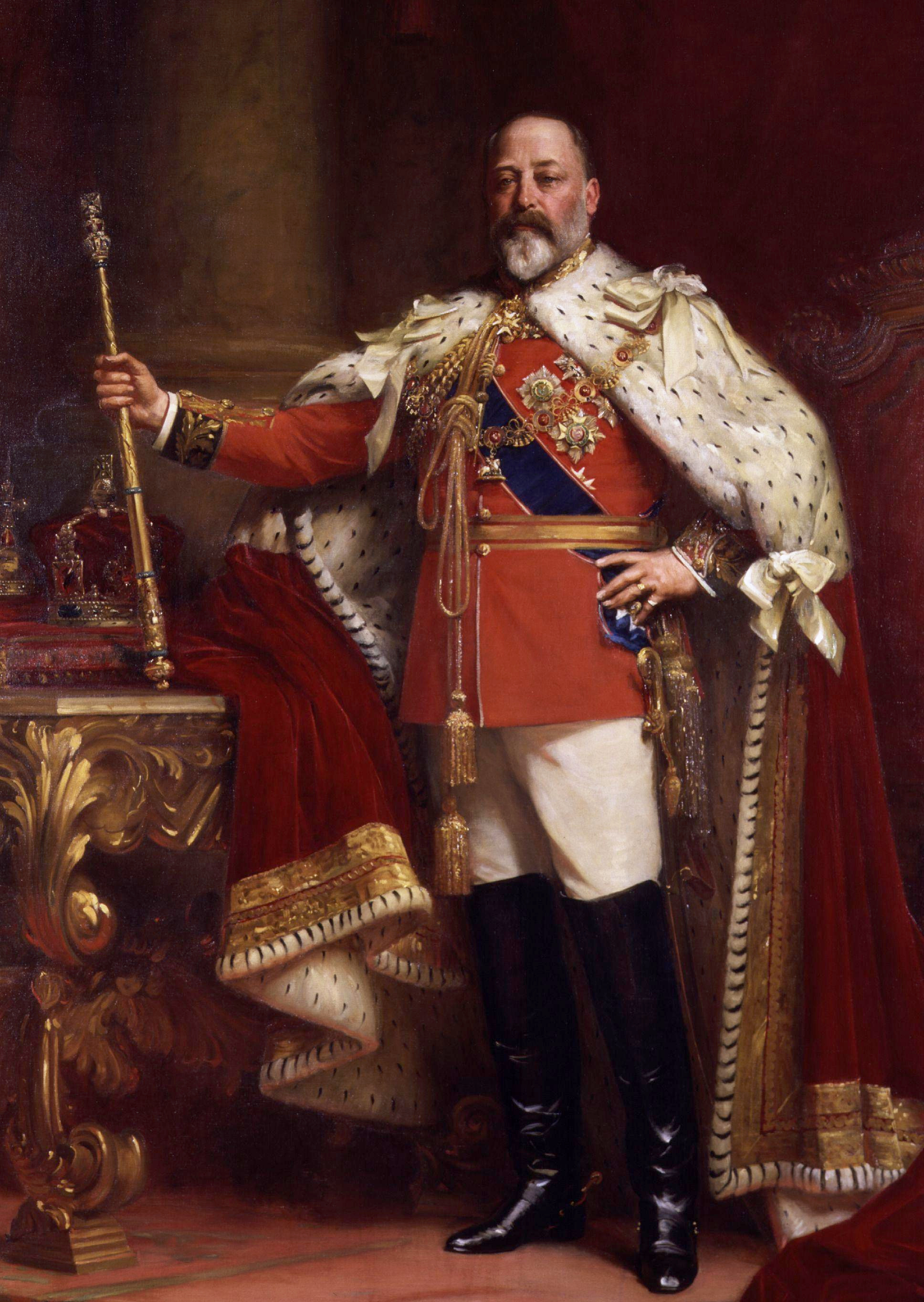
Retrato oficial do Rei Eduardo VII, 1902. A coroação de Eduardo VII marca a lembrança do fim da Era Vitoriana, começava então o Período Eduardiano.
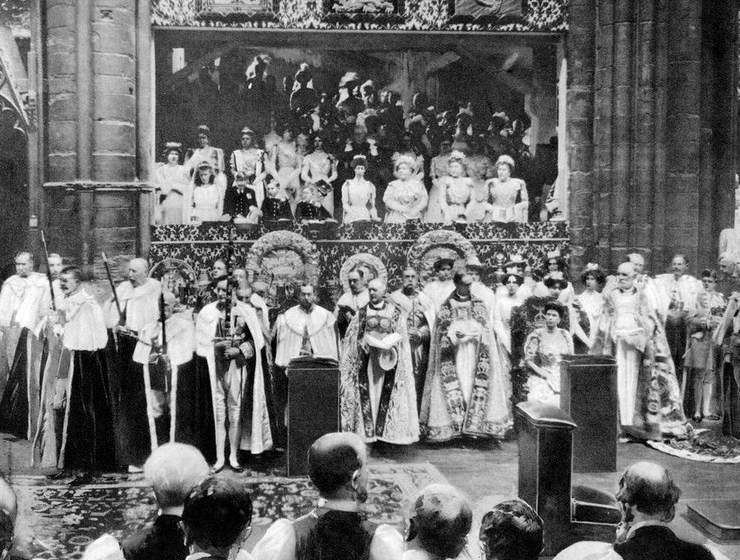
Coroação do rei Jorge V, em 1911.
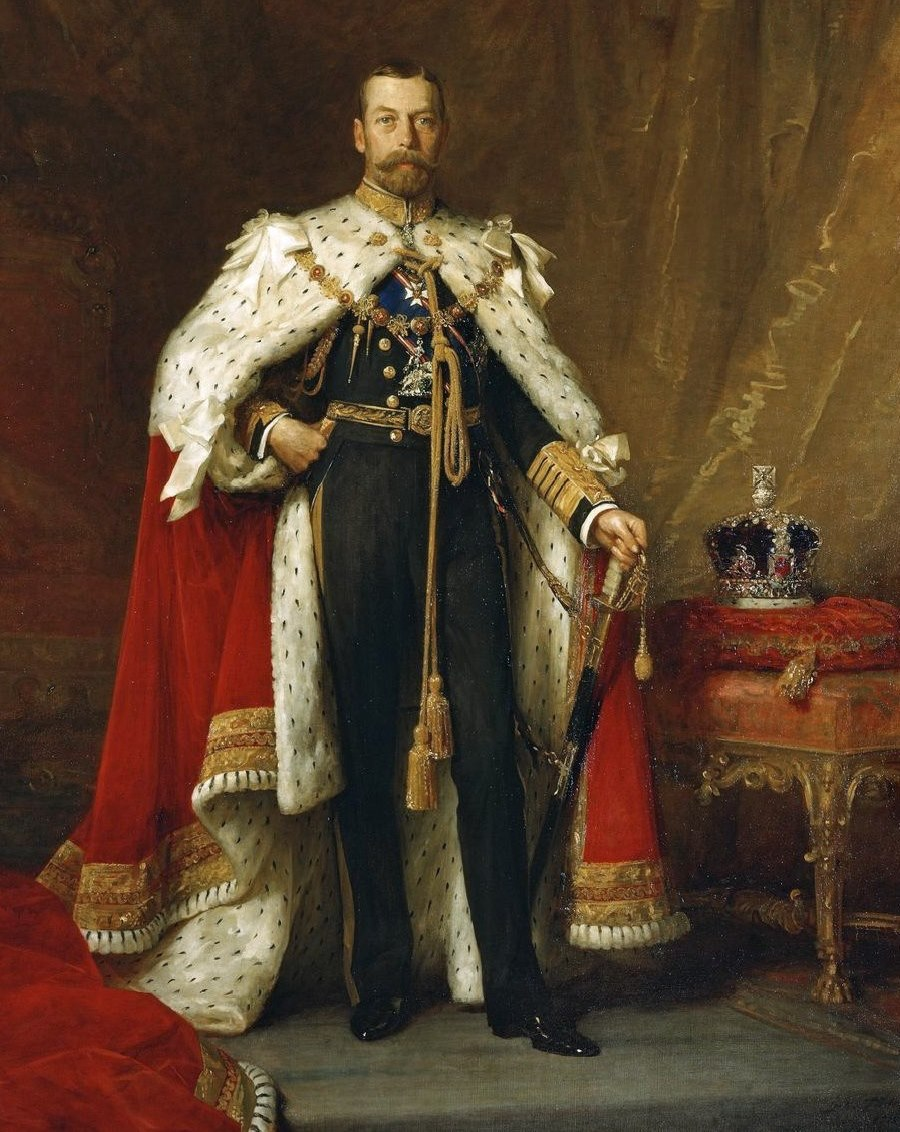
Retrato oficial do Rei Jorge V, em 1911. O reinado de Jorge V foi marcado pela queda da casa de Saxe-Coburgo-Gota criada pelo seu pai Eduardo VII, a ascensão da Casa de Windsor e a Primeira Guerra Mundial levando a queda de muitas coroas da Europa.
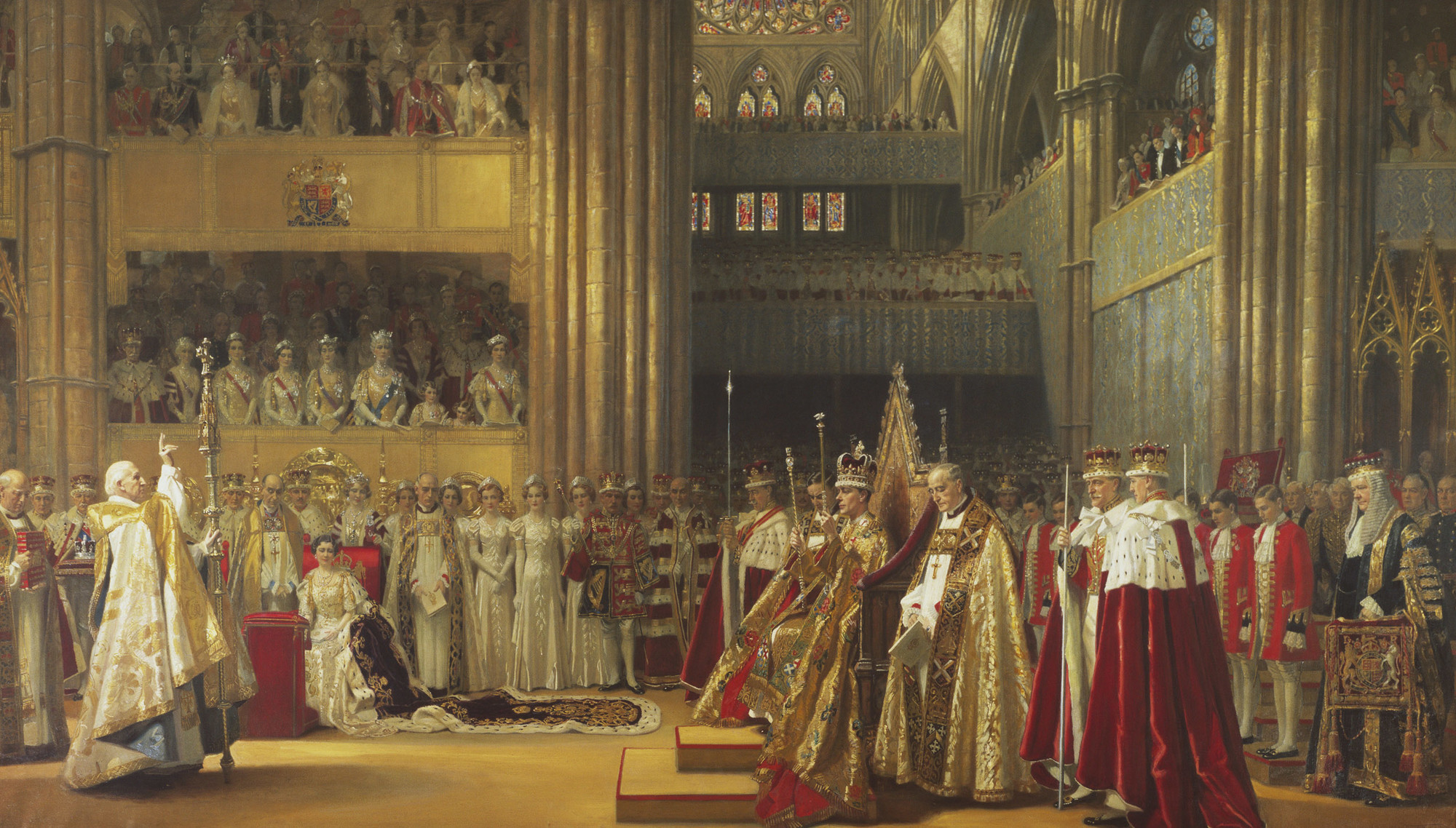
Coroação do rei Jorge VI e da rainha consorte, Elizabeth, 1937.
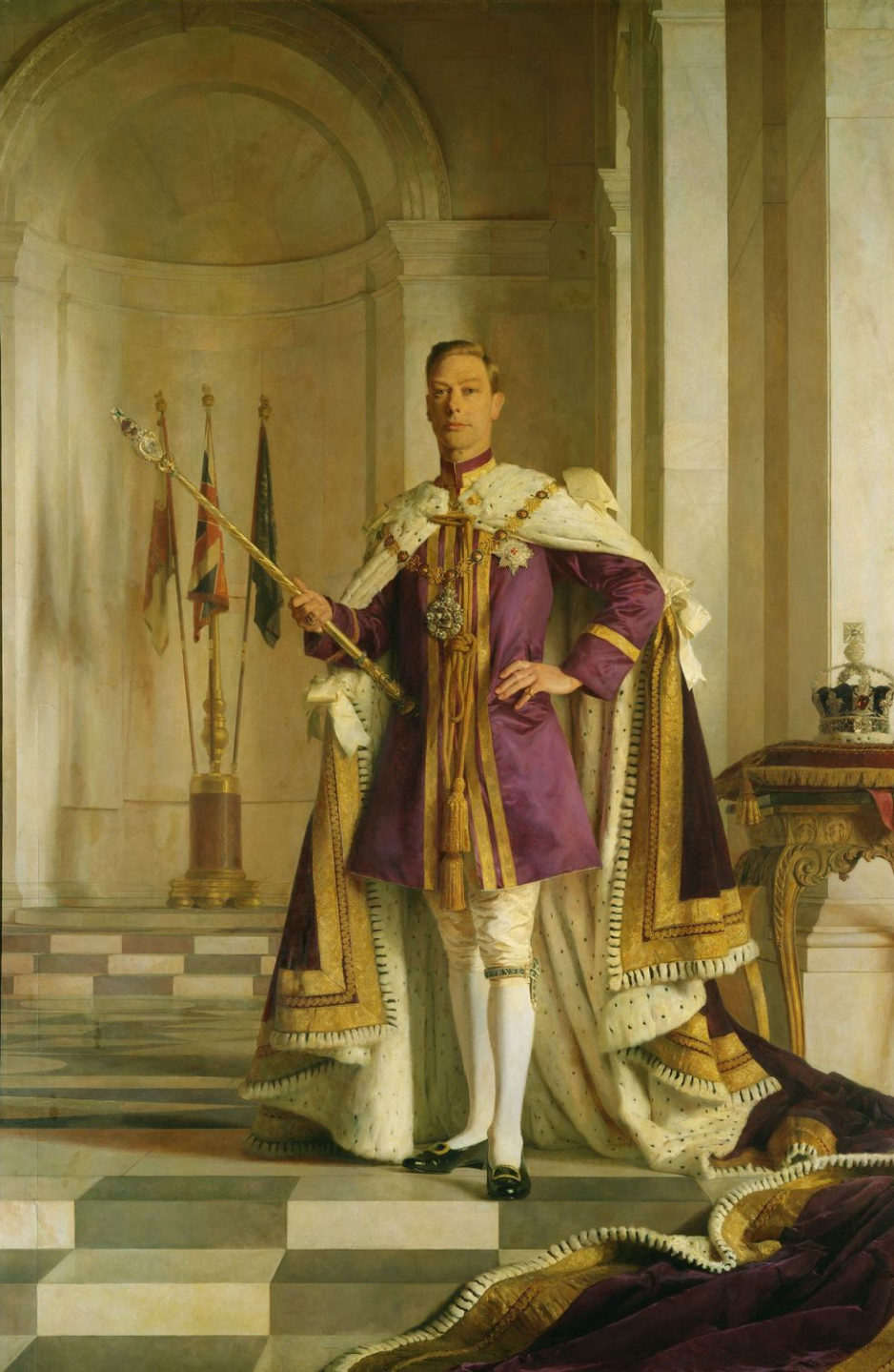
Retrato oficial do Rei Jorge VI, 1937. O reinado de Jorge VI é marcado pela sobrevivência da Coroa Britânica diante da Segunda Guerra Mundial.
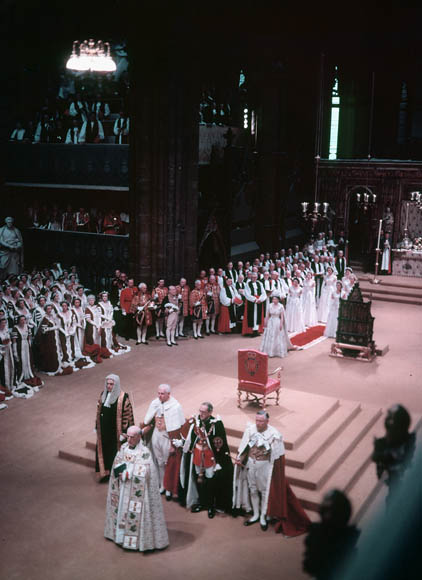
Coroação da Rainha Elizabeth II, 1953.
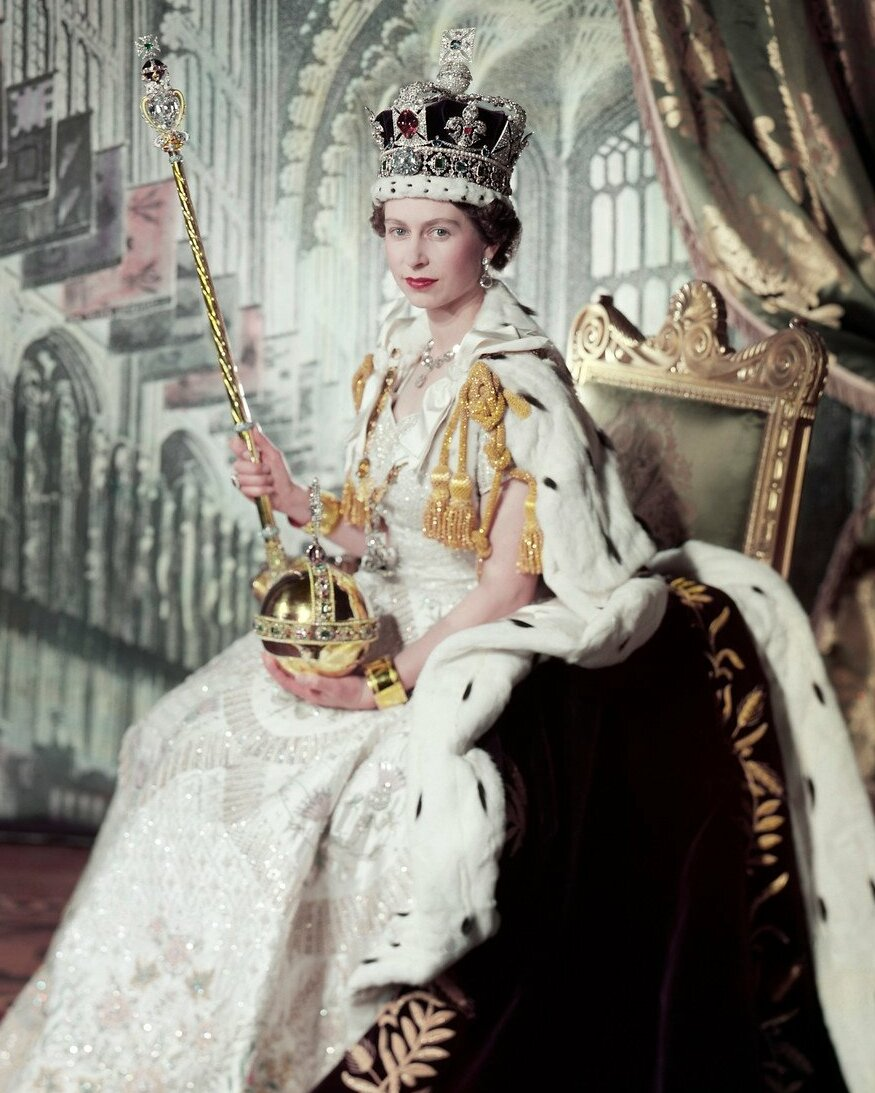
A Rainha Elizabeth II foi a monarca do Reino Unido da Grã-Bretanha e Irlanda do Norte. Ela também era Monarca da Commonwearth. Ocupou o lugar de Comandante-Em-Chefe das Forças Armadas Britânicas e Defensora da Fé por ser governante suprema da Igreja da Inglaterra. Ela foi a monarca mais longeva da história, ocupava o trono britânico há 70 anos e 214 dias.